# Ferrari Testarossa
Pour les articles homonymes, voir Ferrari.
La Ferrari Testarossa (et ses évolutions Ferrari 512 TR et Ferrari F512 M) est une voiture de sport du constructeur automobile italien Ferrari, et du designer Pininfarina.
Présentée au Mondial de l'automobile de Paris en 1984, et produite à 7 177 exemplaires jusqu'en 1996, elle est l'avant-dernière création du Commendatore Enzo Ferrari (1898-1988) avant la Ferrari F40 de 1987.

## Historique
La Testarossa est baptisée d'après la Ferrari 250 Testa Rossa à moteur V12 Colombo, modèle de course mythique de la Scuderia Ferrari des années 1950.

Musée Enzo-Ferrari de Modène
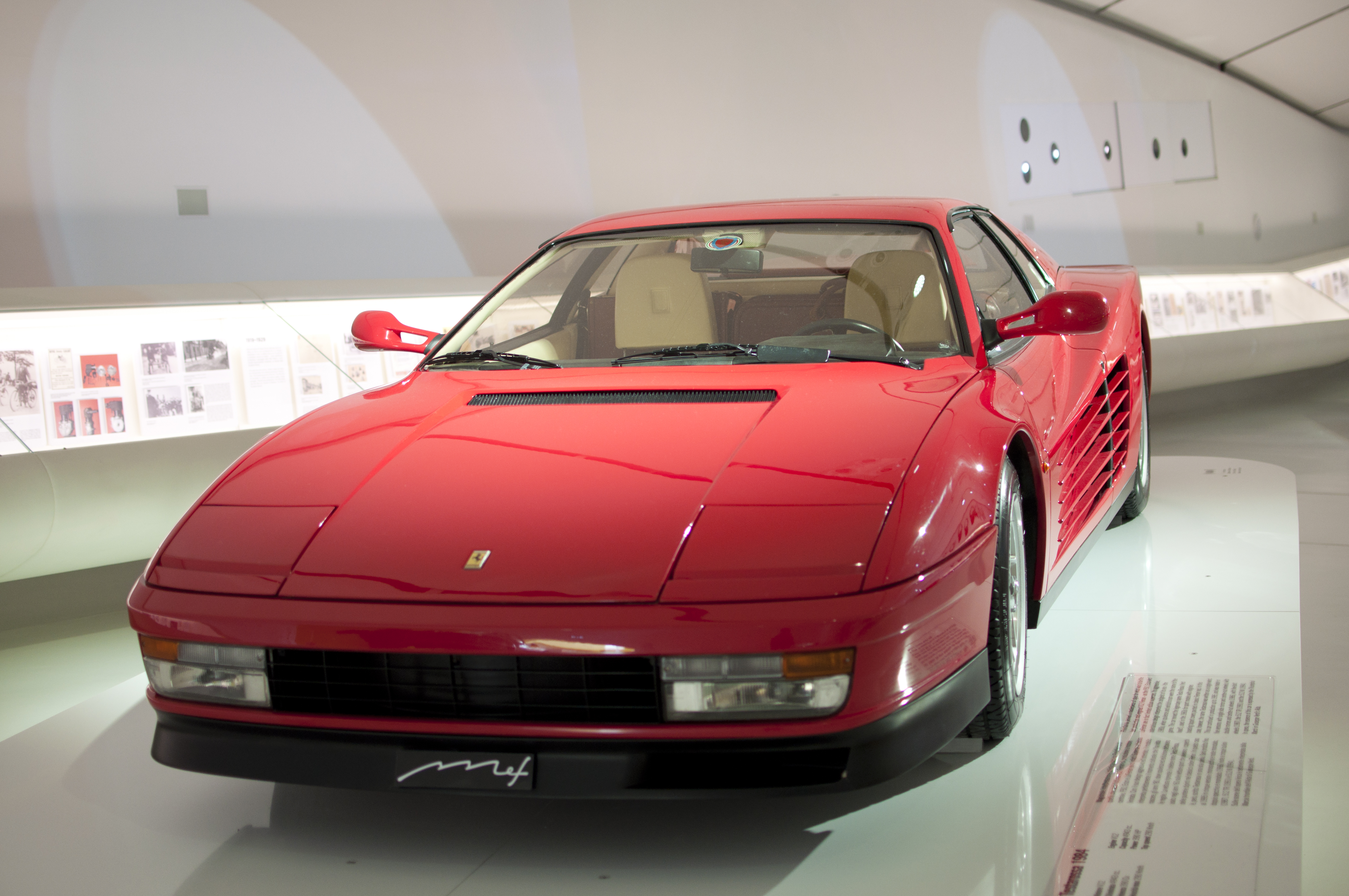
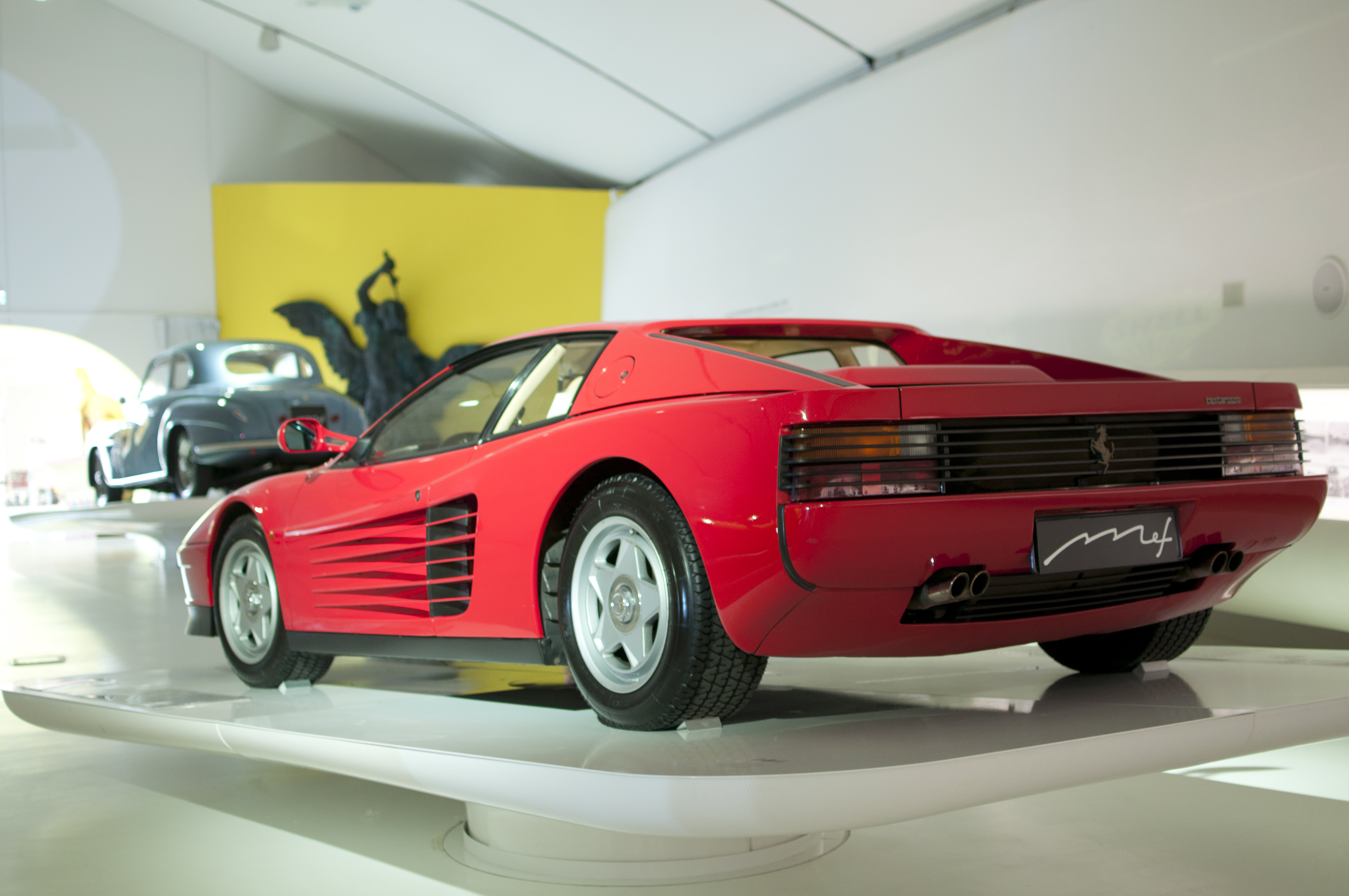

Selon la philosophie de toute une vie d'Enzo Ferrari, elle est, avec la F40, le dernier modèle de supercar Ferrari à repousser les limites du génie mécanique automobile sans recours aux nouveaux systèmes d'assistance et aides technologiques à la conduite en vogue dans le monde de la conception automobile de l'époque.

### Carrosserie
Conçue sur une base de châssis et de structure de Ferrari 512 BB, à laquelle elle succède, la carrosserie est dessinée par le designer historique de la marque, Pininfarina, avec Leonardo Fioravanti (chef designer) et son équipe Ian Cameron, Guido Campoli, Diego Ottina, Emanuele Nicosia (en)...

Ferrari Testarossa
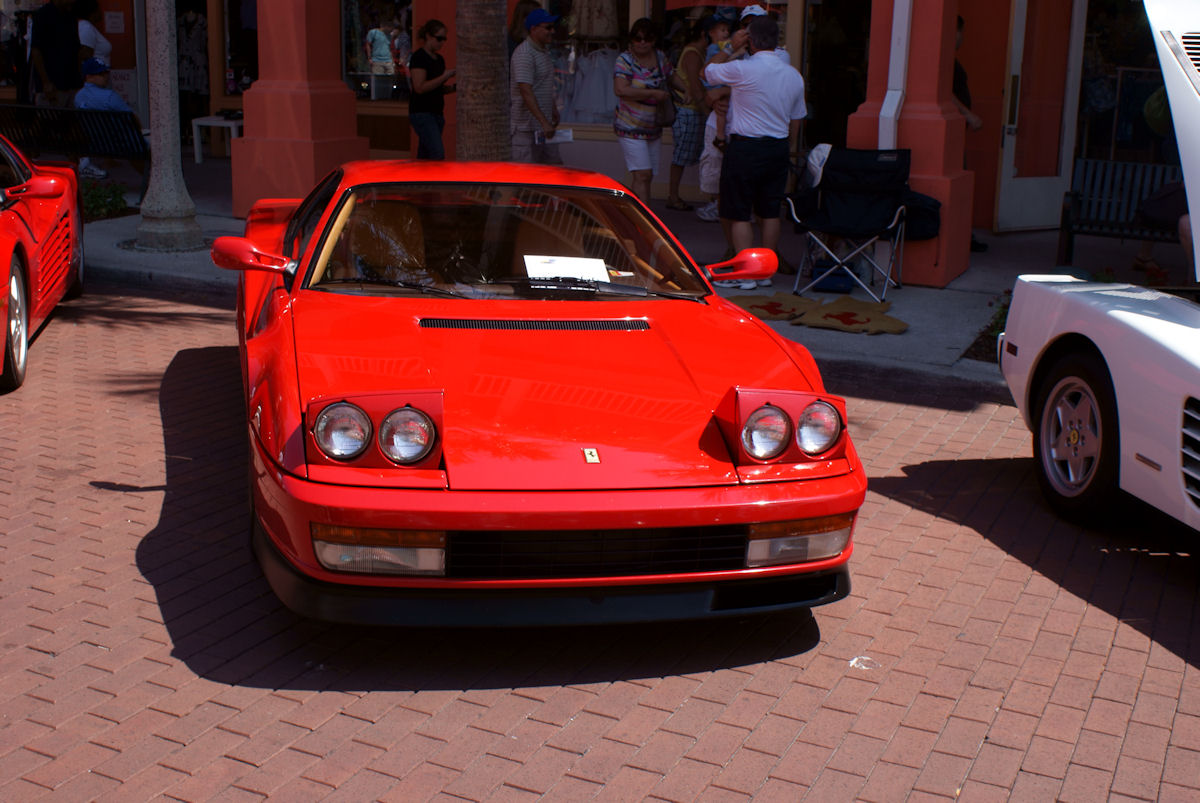
Phares escamotables.
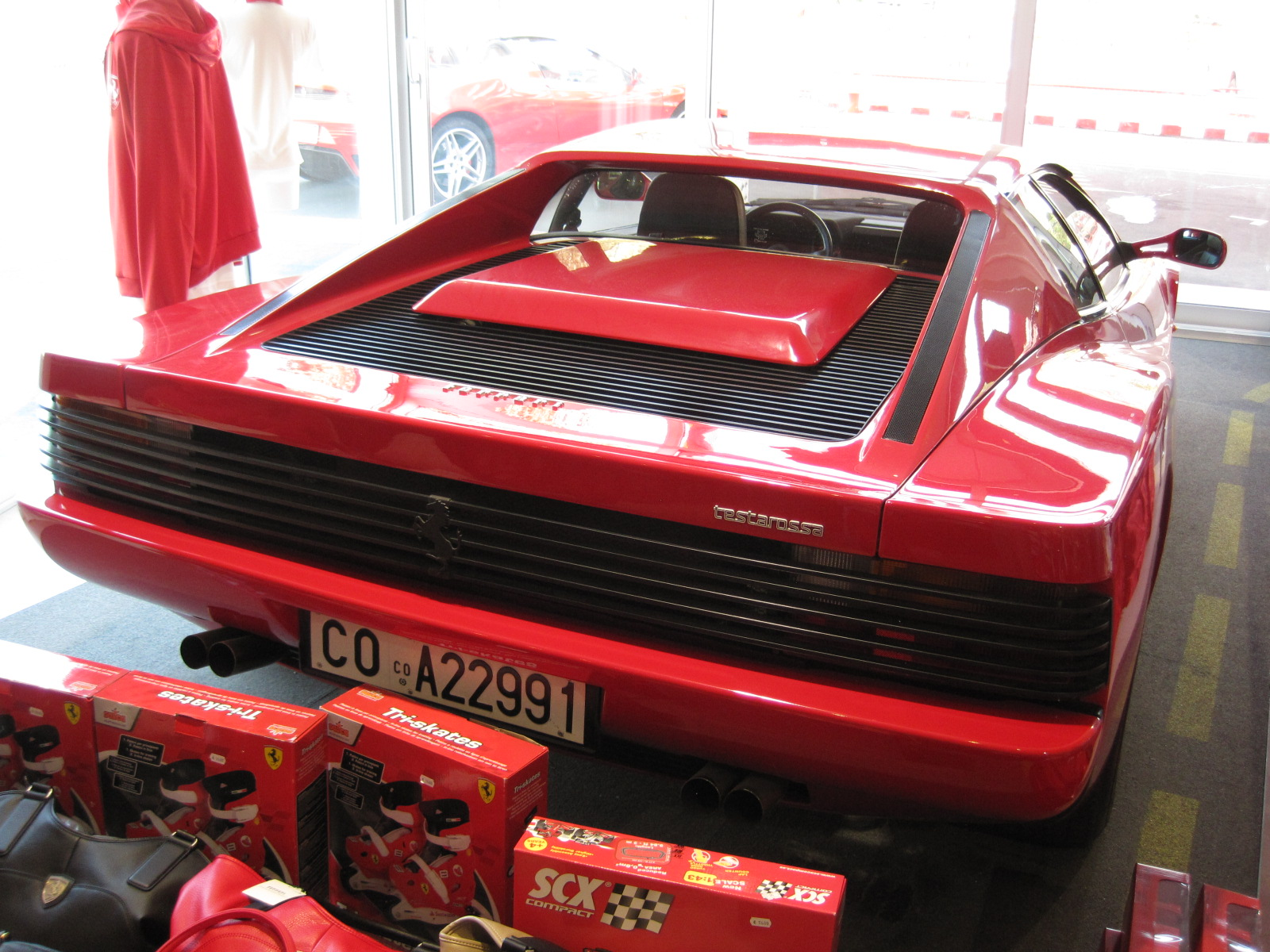
Dans une boutique de Maranello
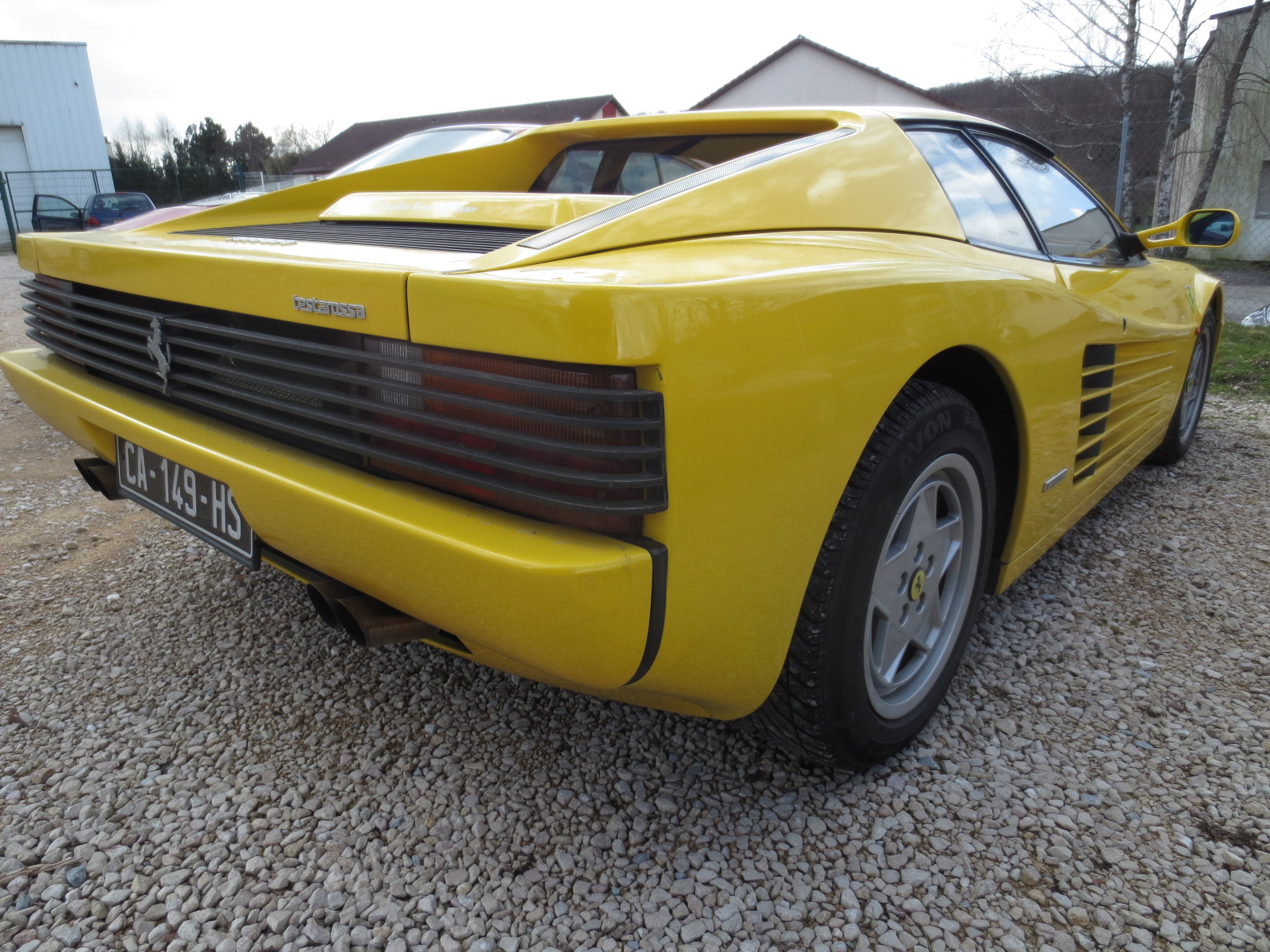
Capot arrière profilé en aileron.

Réalisée en aluminium léger (sauf les portes et pavillon), elle est fabriquée en série par Scaglietti, avec des phares escamotables, d'importantes entrées d'air de refroidissement latérales situées dans les portières et les ailes arrière, et capot moteur à l'arrière en forme d'aileron de deux mètres de large, lequel améliore son excellente tenue de route à haute vitesse. L'habitacle intérieur de ce coupé deux places, très sobre, est habillé de cuir.

### Motorisation
Elle est motorisée par une évolution du moteur Ferrari 12 cylindres à plat de 4,9 L de 512 BB (dérivé des moteurs de Ferrari 312 B et Ferrari 312 T, multi-champions du monde de Formule 1 des années 1970) poussé à 390 ch, monté en position centrale arrière :
- 4,9 litres de cylindrée (4 942 cm3), 48 soupapes (4 par cylindre), pot catalytique (obligatoire à partir de 1989) ;
- 0 à 100 km/h en 4,8 s, le 400 m en 12,6 s, franchissement du km en 23,9 s à plus de 230 km/h ;
- Vitesse de pointe de 290 km/h (seconde sur la liste des voitures de série les plus rapides au monde d'alors, après la Lamborghini Countach et ses 295 km/h) ;
- Boîte de vitesses manuelle à cinq rapports.

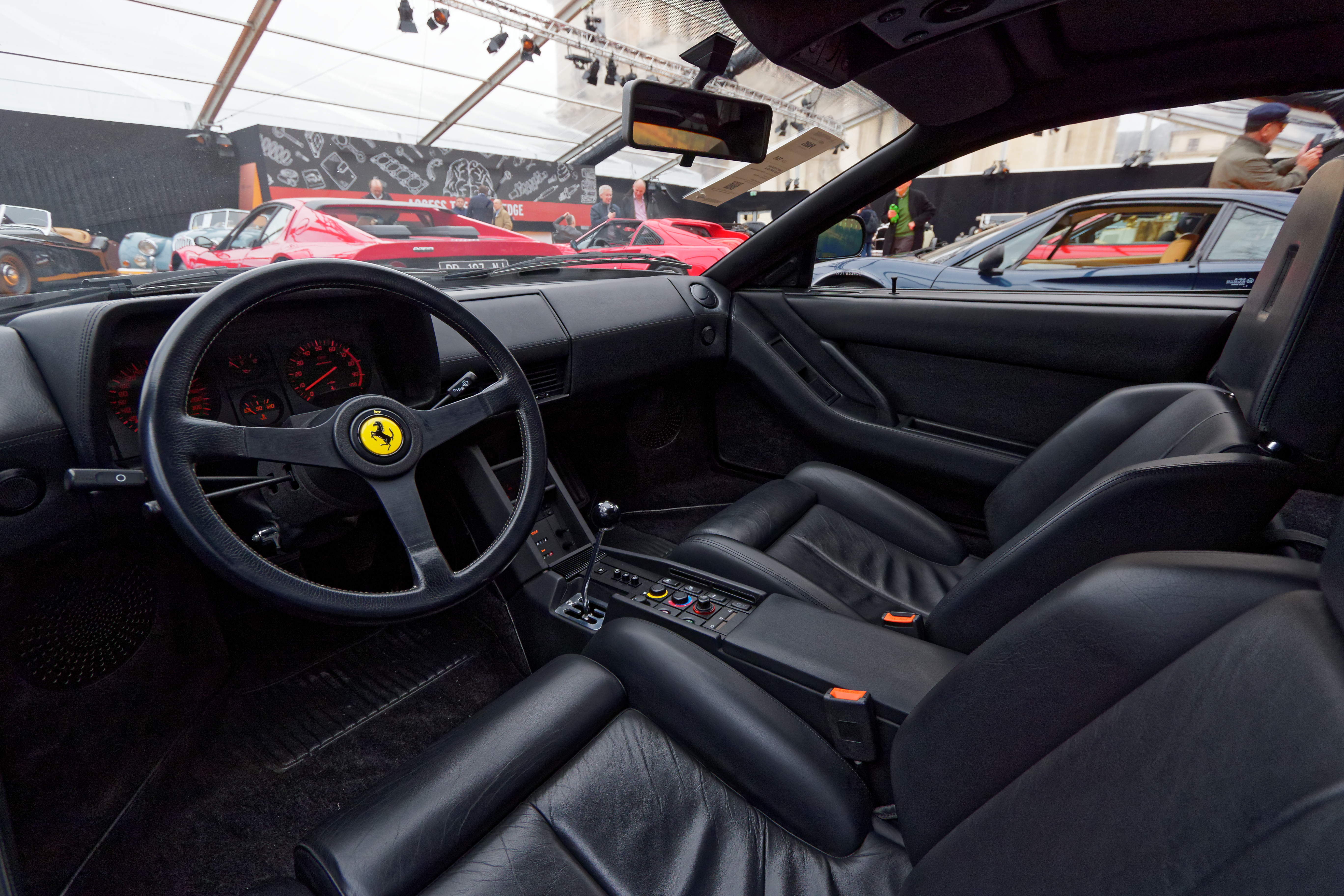
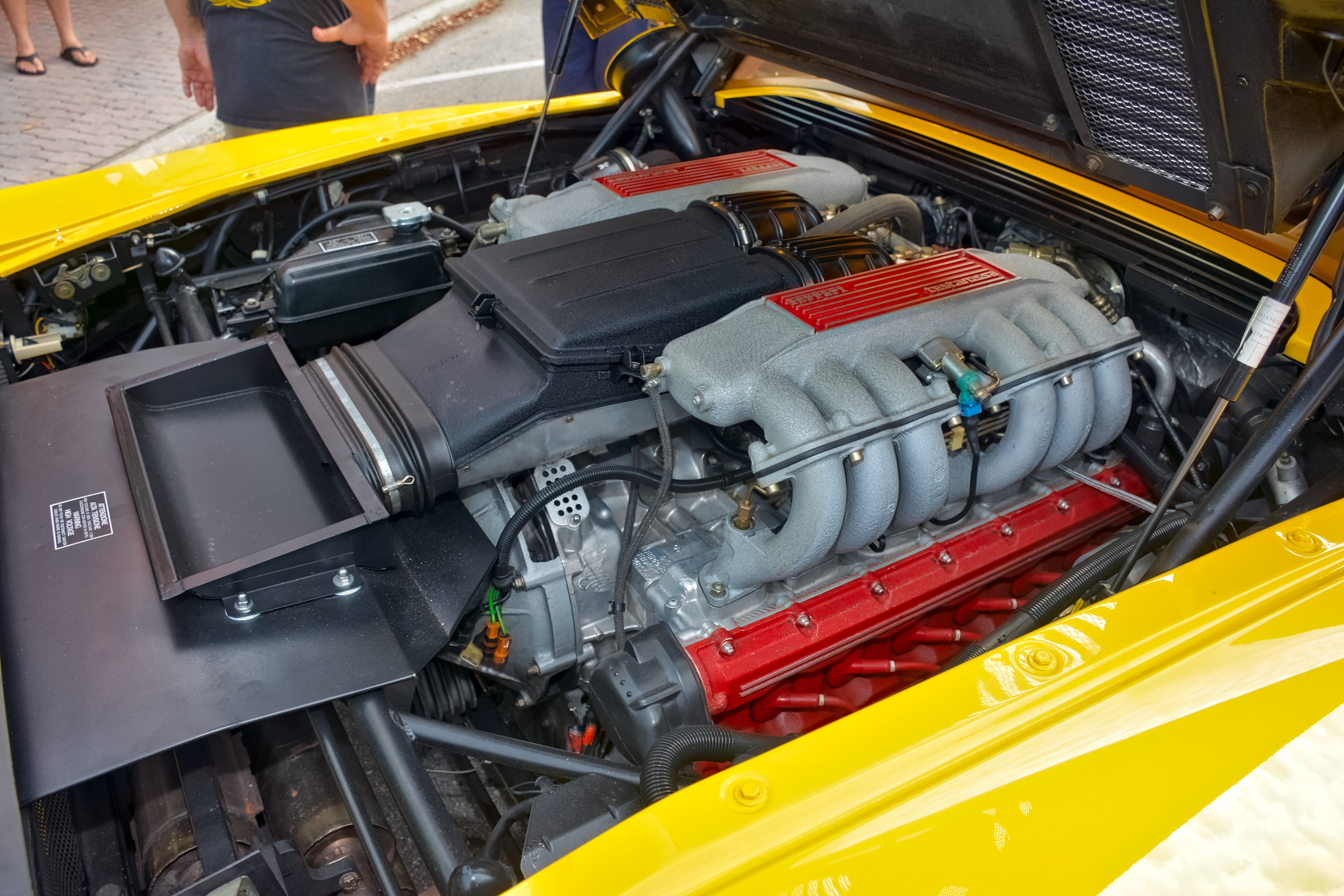
Moteur Ferrari 12 cylindres à plat
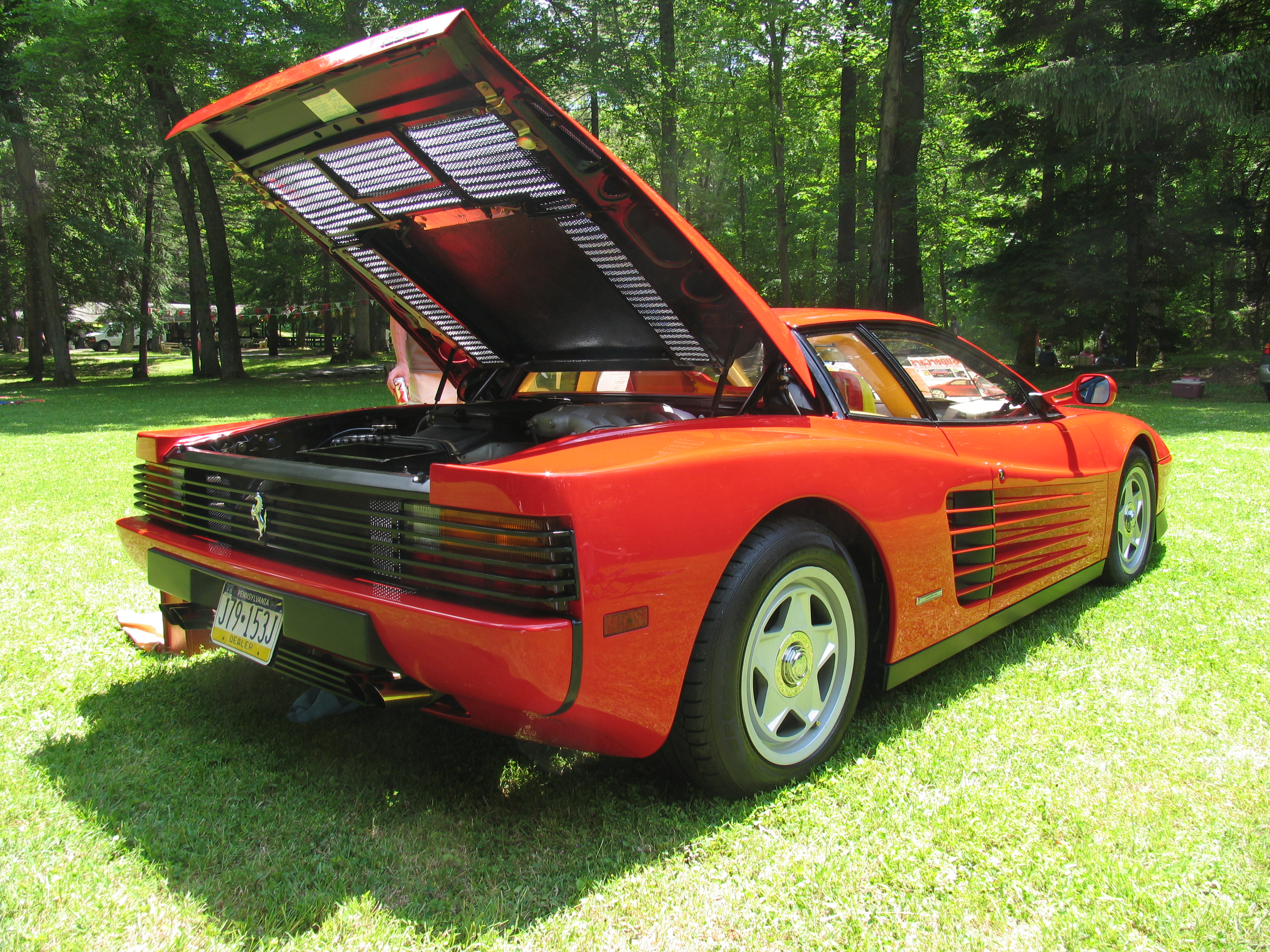
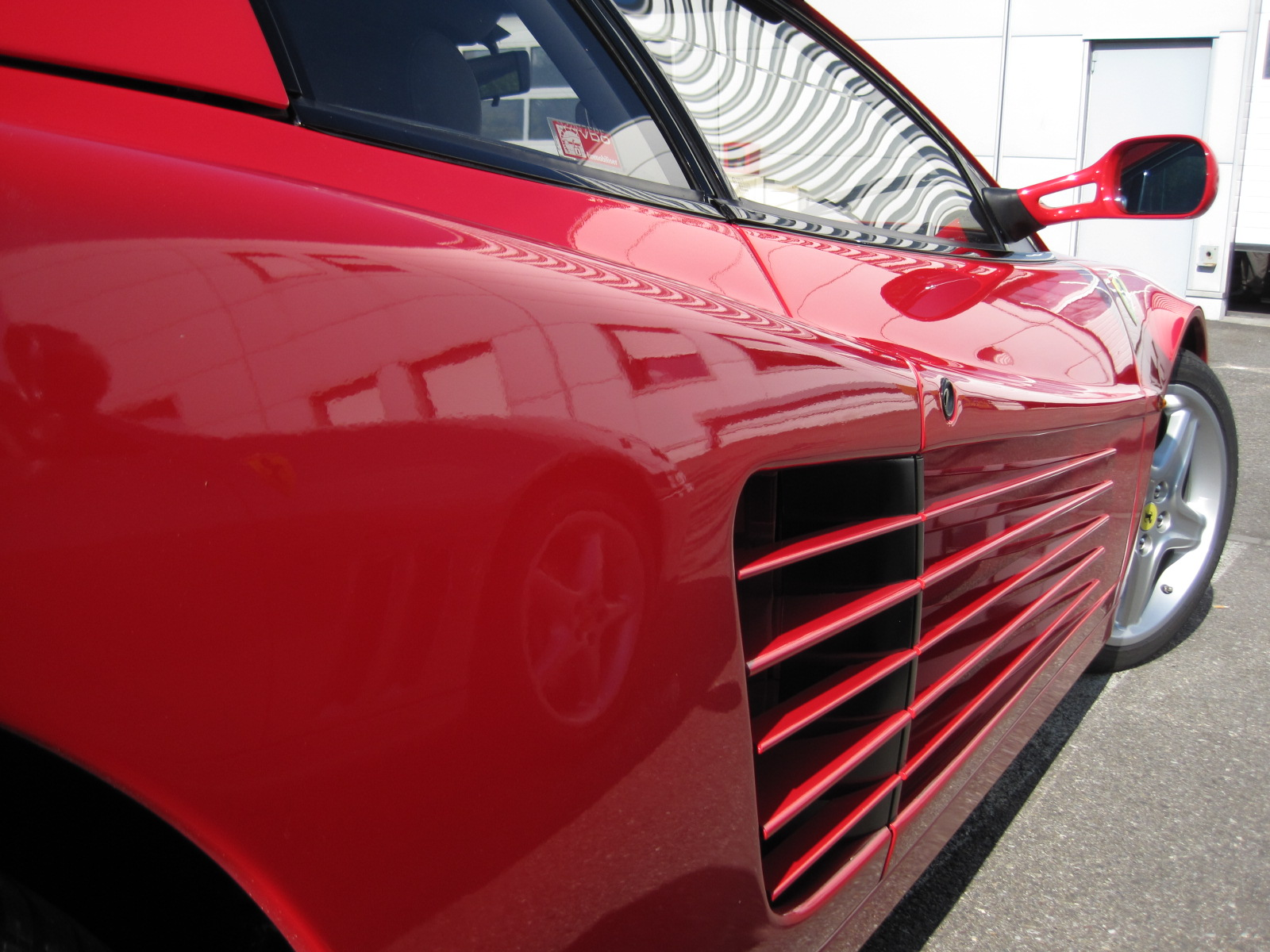
Entrée d'air latérale.
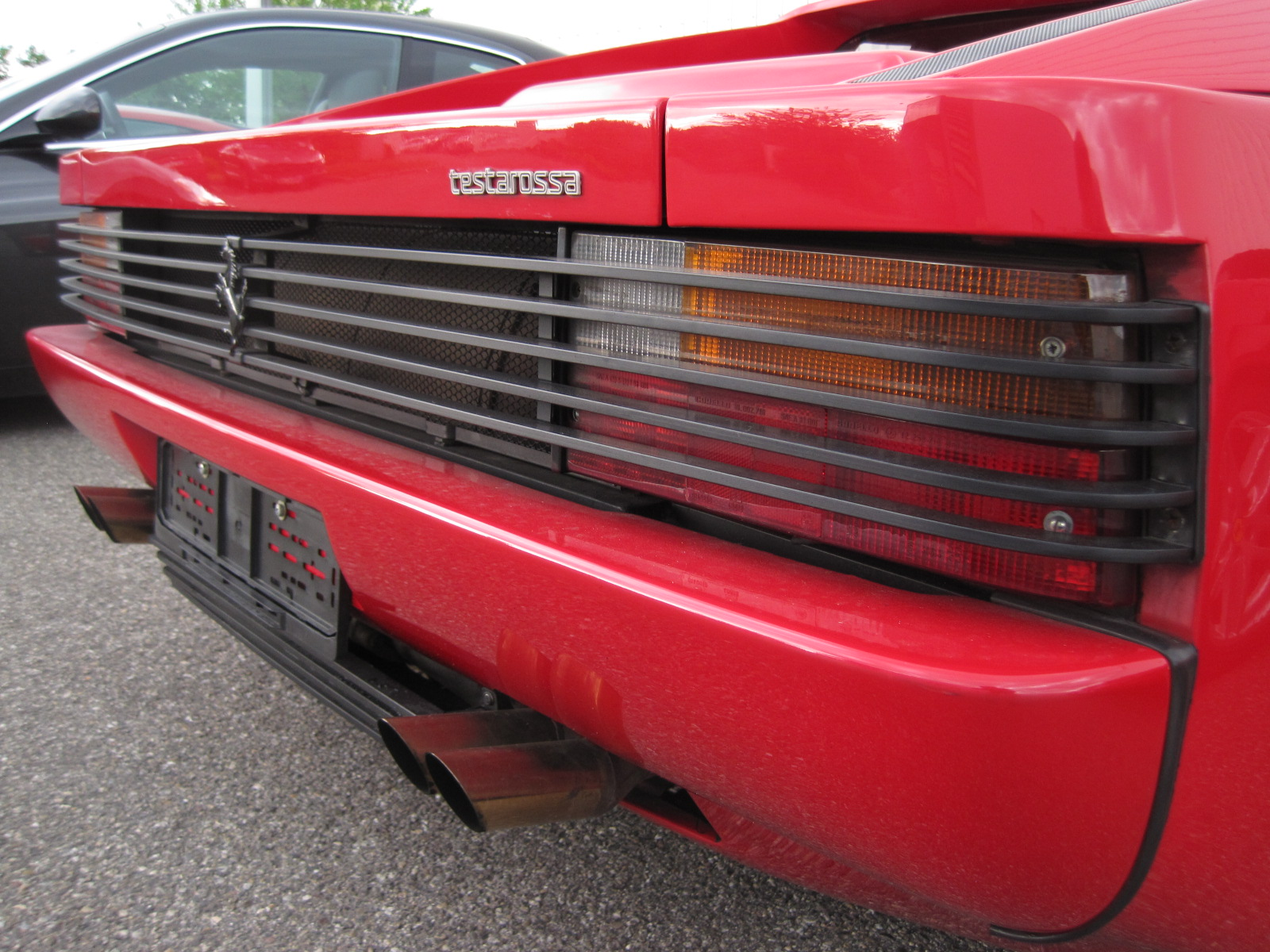

Le cas particulier du 12 cylindres à plat ne requiert pas (comme c'est très souvent le cas dans les moteurs à plat disposant de moins de cylindres) d' opposition des pistons deux à deux comme dans les moteurs à plat de type boxer. 
Chaque banc de 6 cylindres en ligne est naturellement équilibré au premier et second ordre, tant en force qu'en couple. Aussi l'accouplement de ces deux bancs se fait au moyen d'un vilebrequin reprenant le schéma typique d'un vilebrequin de moteur 6 cylindres en ligne, chaque paire de cylindres opposés se partageant un large maneton. Les intervalles de combustion profitent également du décalage de 180° entre chaque paire de cylindres opposés. Quand le  premier banc met à feu à 0°, 120°, 240°, le second vient le compléter à 180°, 300° et 60° offrant ainsi un cycle parfaitement équilibré de mise à feu tous les 60°. Par rapport à un moteur boxer, celui-ci est aussi sensiblement plus court.

### Évolutions
Présentée au Lido de Paris sur les Champs-Élysées en avant première du Mondial de l'automobile de Paris et annoncée en France avec un prix de 790 000 francs de l'époque à sa sortie (voiture de série la plus chère du monde de son temps) la Testarossa va connaître un succès commercial jusqu'en 1996, avec deux évolutions :
1. 1992-1994 : Ferrari 512 TR (« TR » pour « Testa Rossa ») présentée au salon de l'automobile de Los Angeles, légère amélioration de l'aérodynamique, puissance poussée à 428 chevaux, pour 313 km/h de vitesse de pointe[3] ;
2. 1994-1996 : Ferrari F512 M (« M » pour « modifiée ») 500 exemplaires, relookage des feux d'éclairages avant et arrière, disparition des phares avant escamotables et de la grille intégrale arrière, bielles et pistons en titane, freinage ABS de série, puissance poussée à 440 ch, et 315 km/h de vitesse de pointe.

Ferrari 512 TR
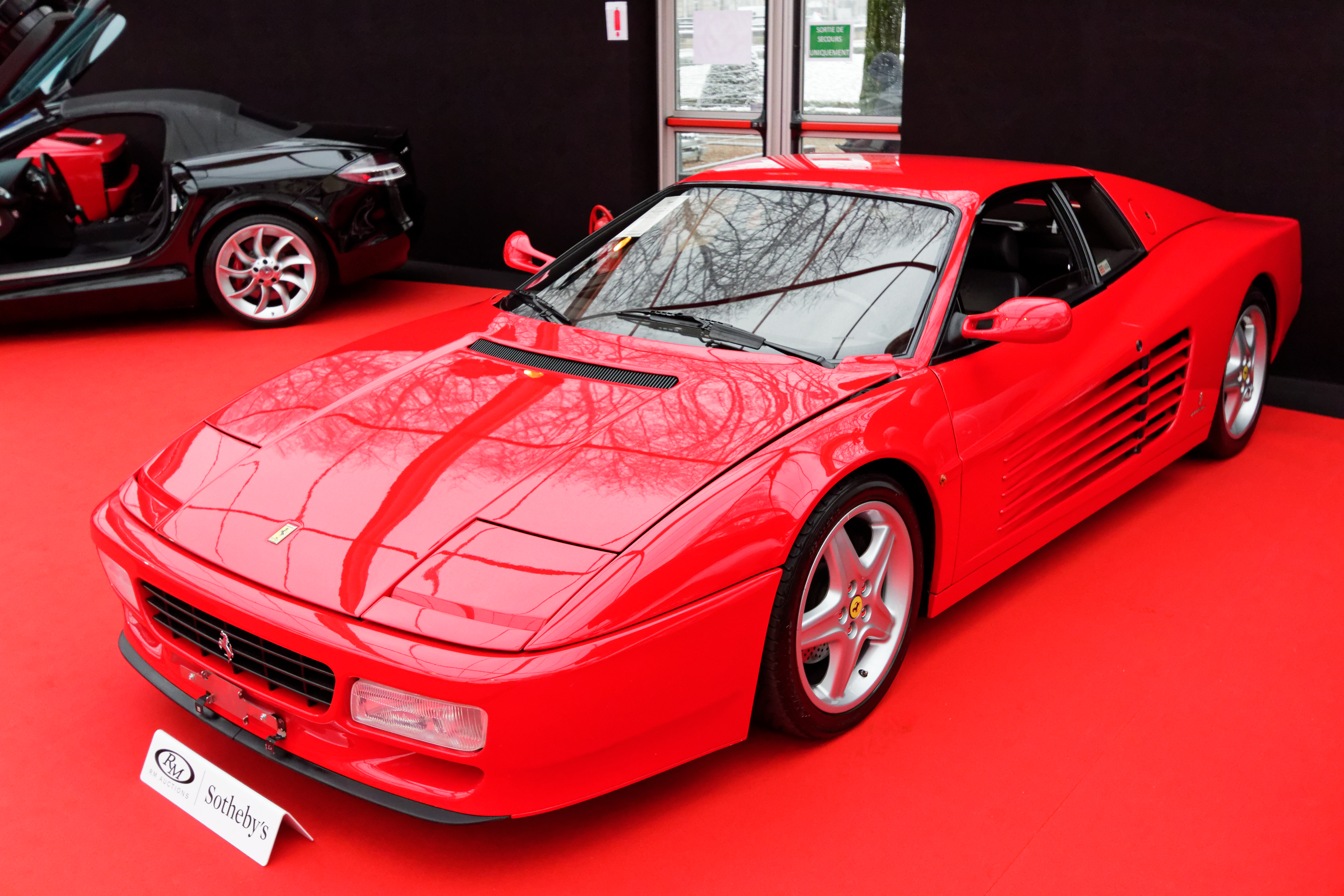
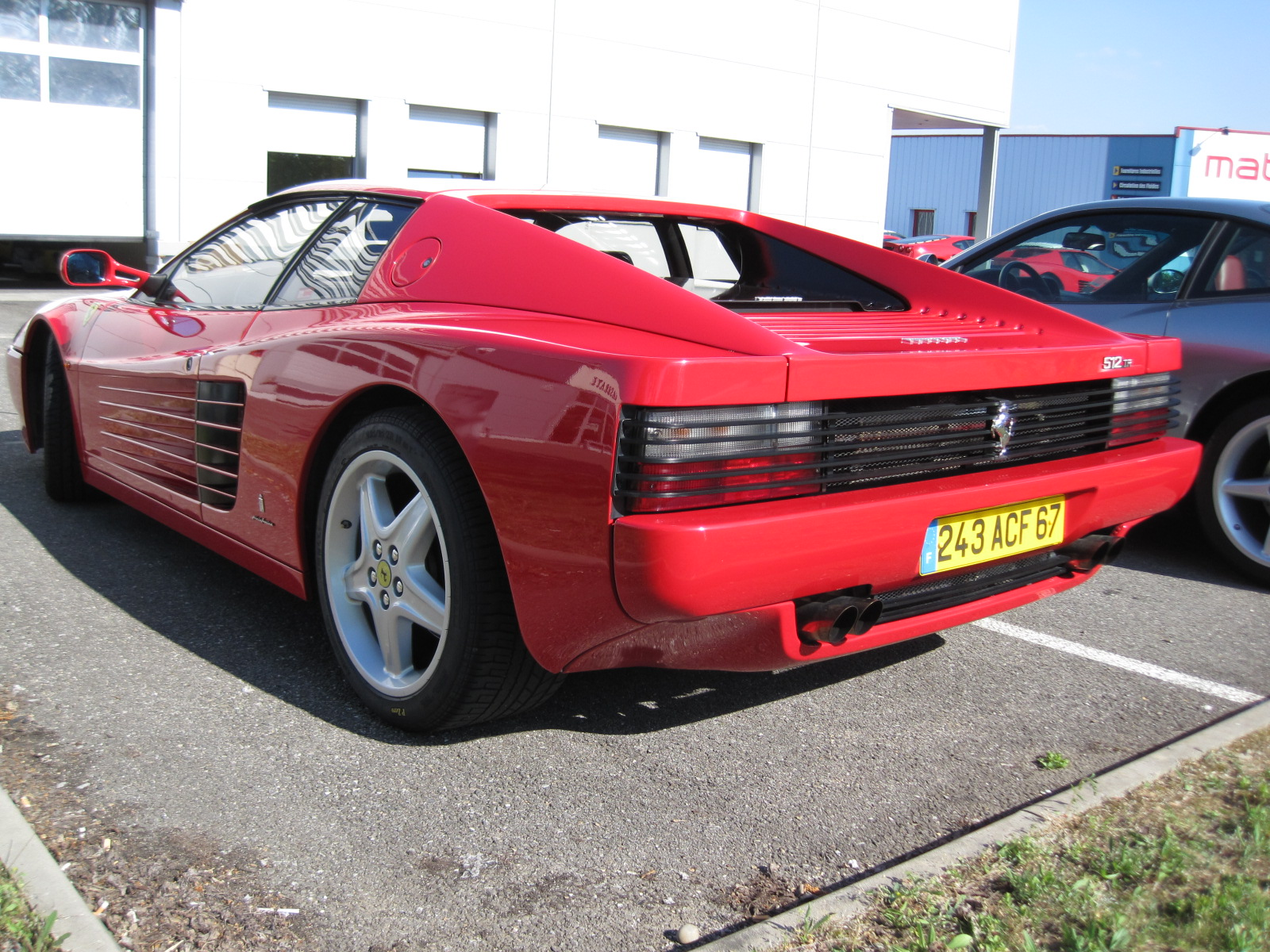
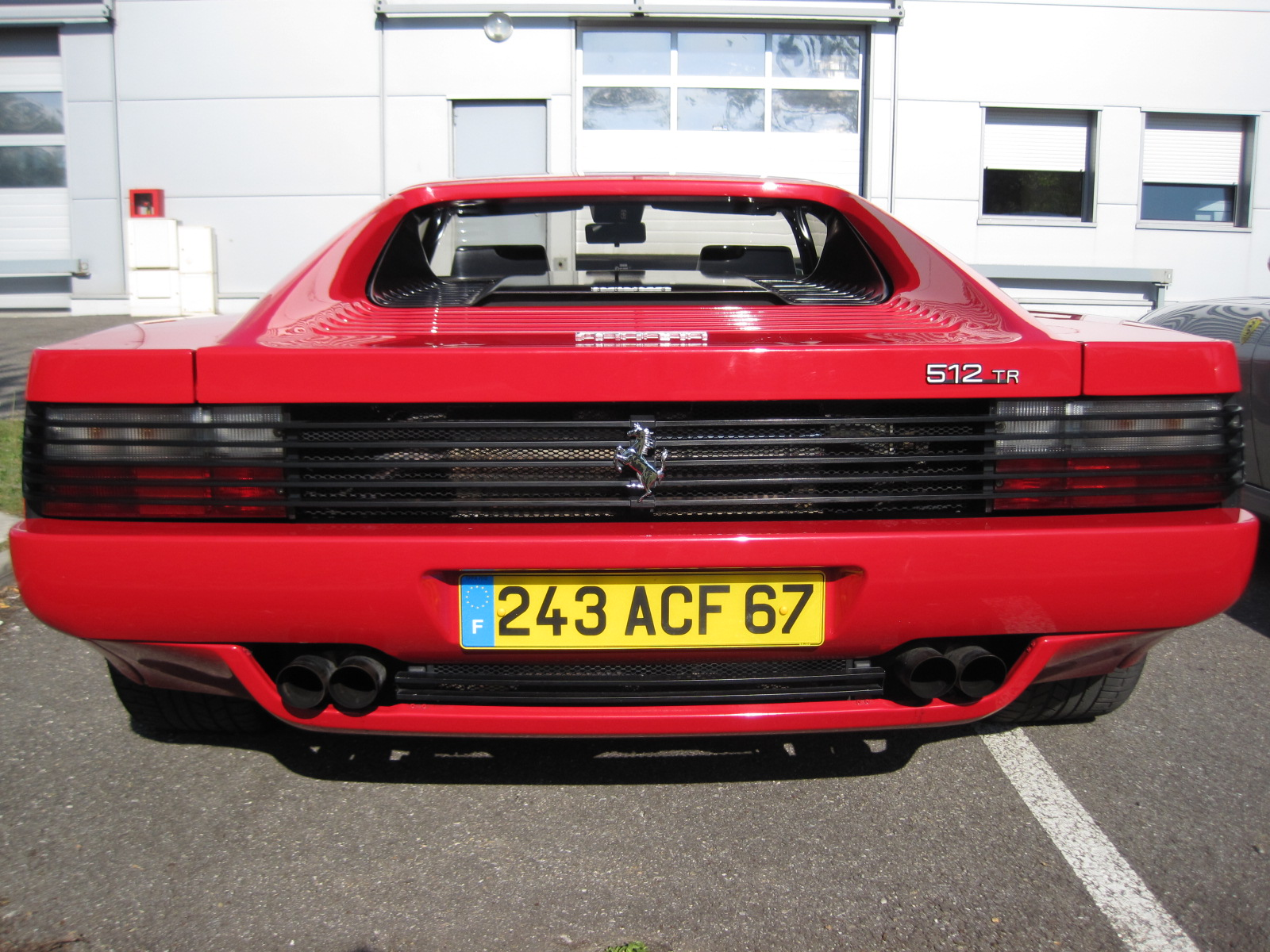
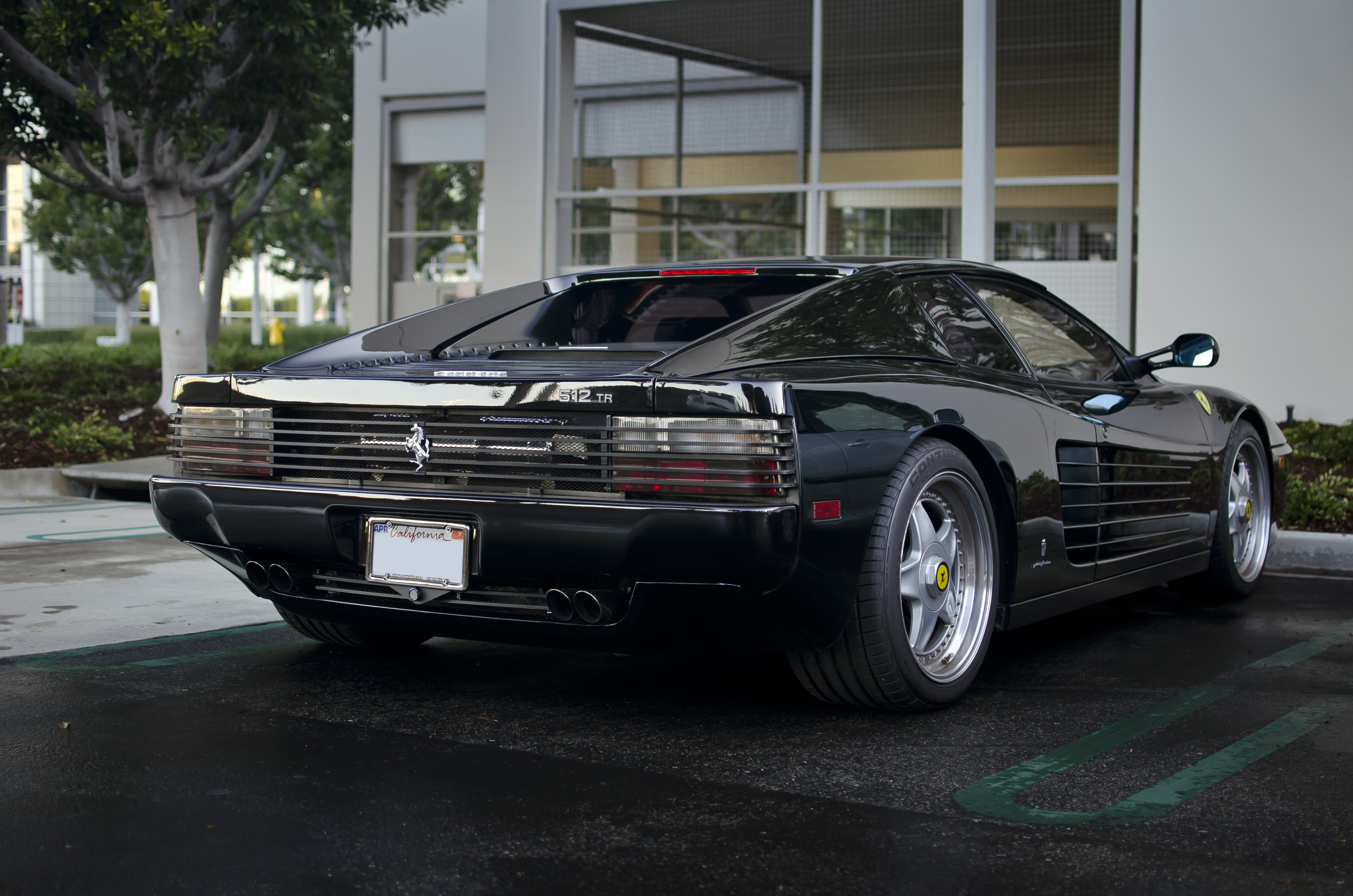
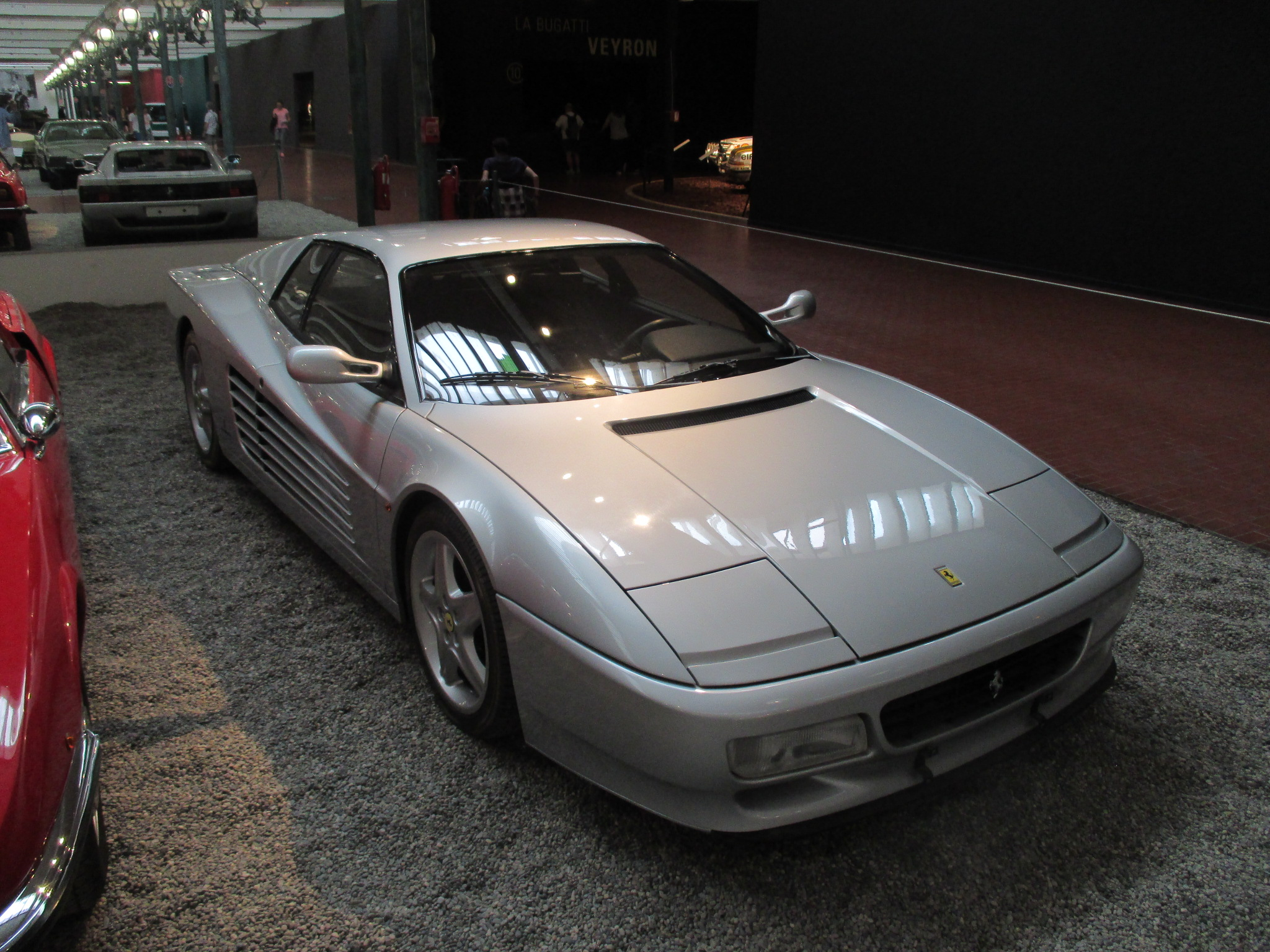

Concurrente des Lamborghini Countach, Porsche 959, et autres Lamborghini Diablo de l'époque, elle est remplacée par la Ferrari 550 Maranello en 1996, et surpassée en performance par la Ferrari F40 en 1987.

Ferrari F512 M
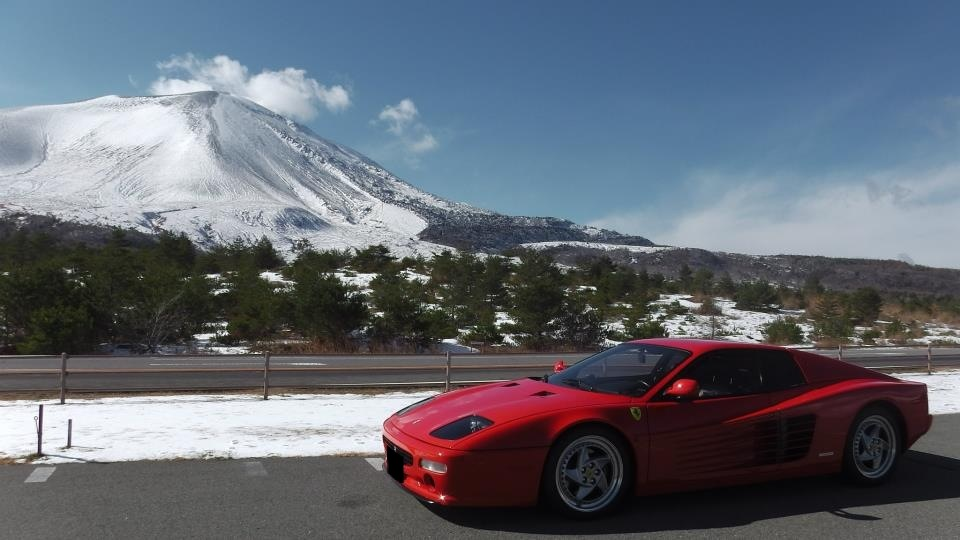
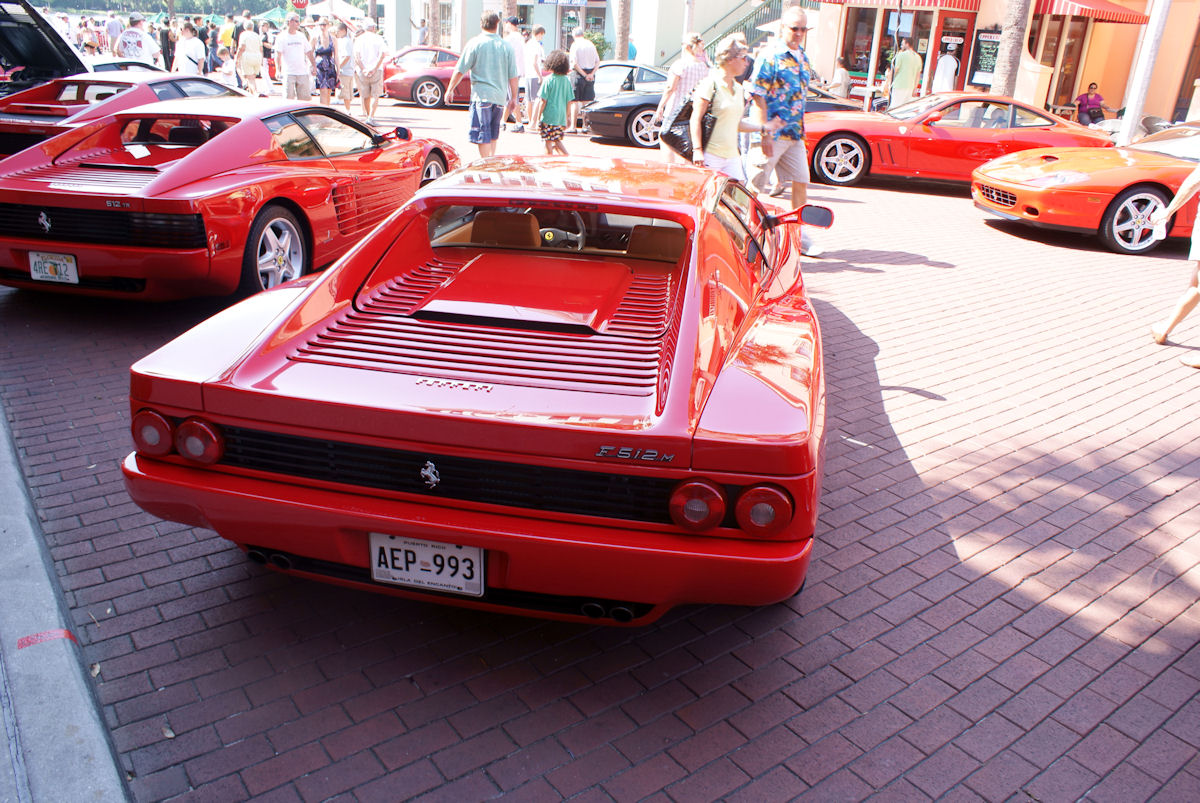
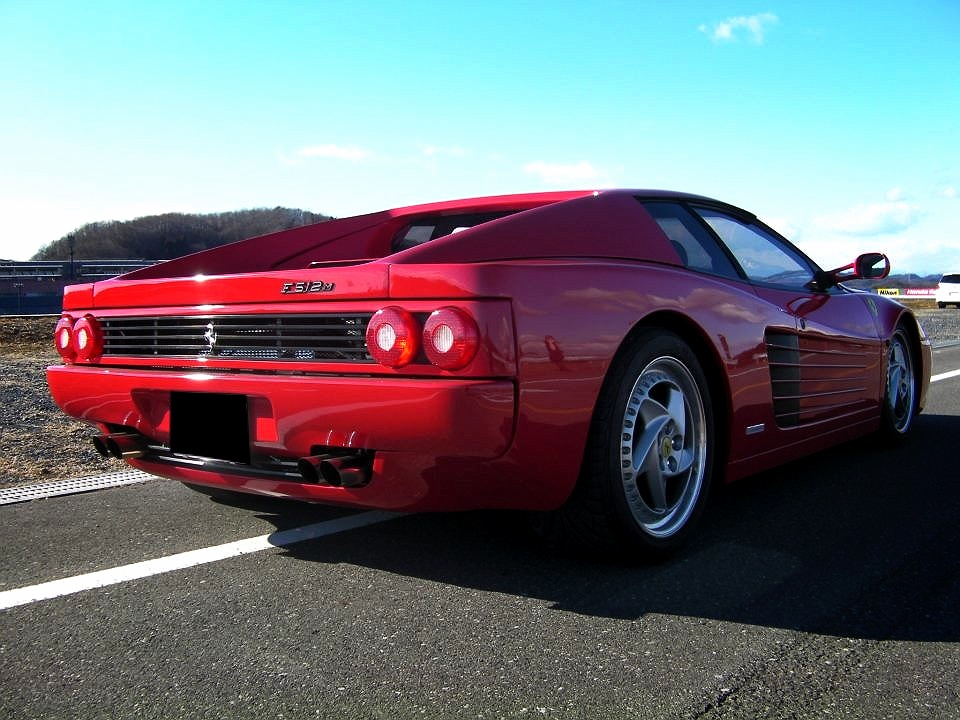
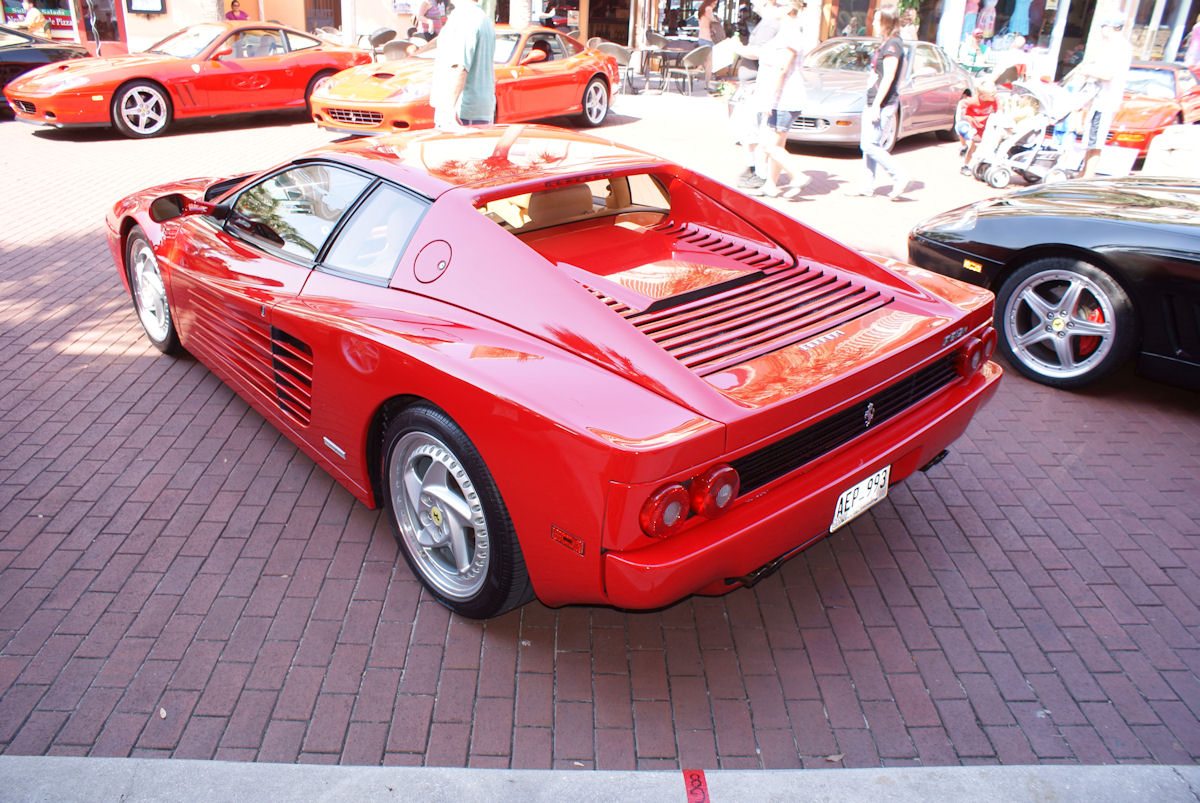
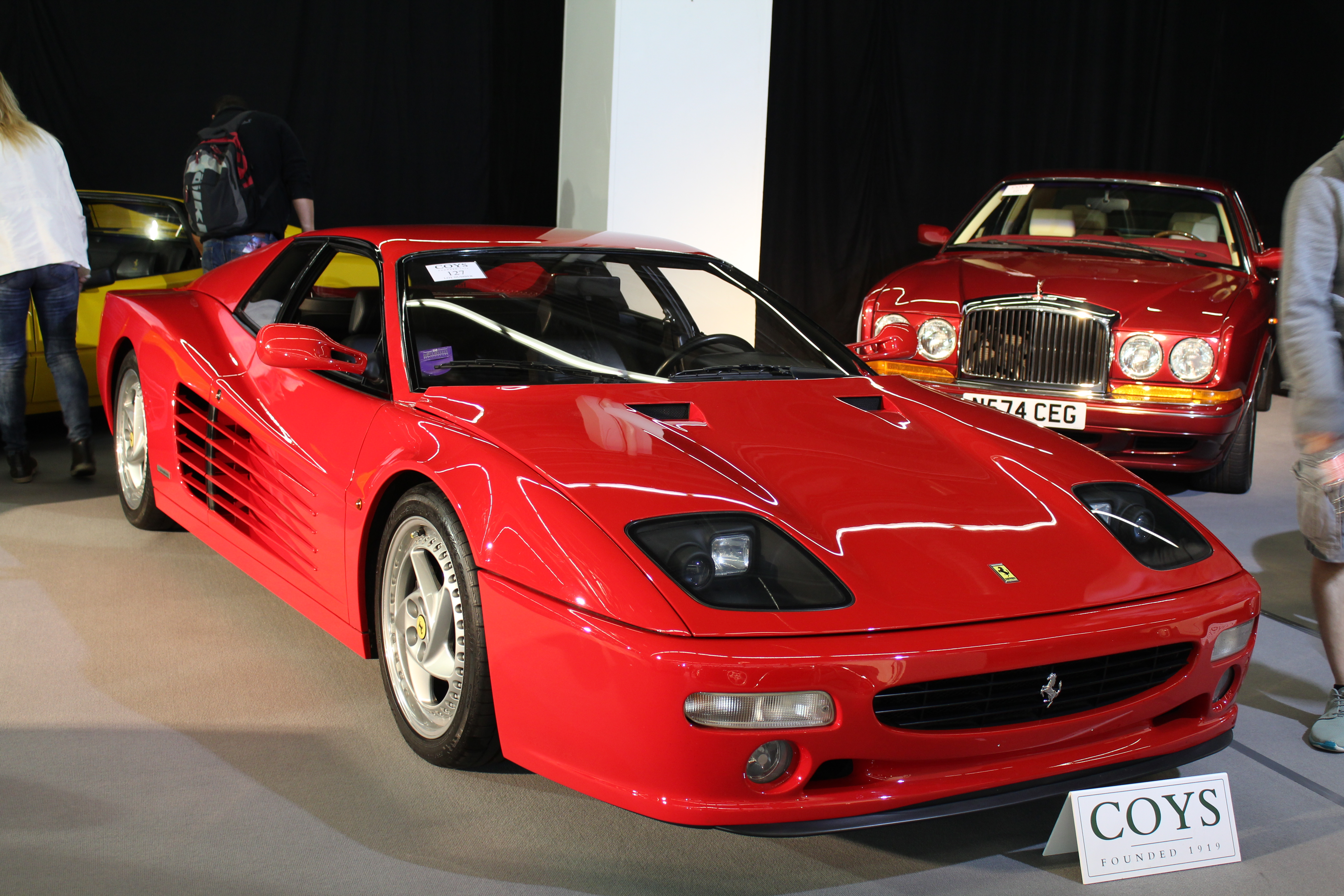

### Modèles spéciaux
Elle inspire plusieurs concept cars, séries spéciales, et répliques, de la part de designers et de préparateurs (Pininfarina, Zagato, Hamann, Richard Straman, Koenig Specials, Lorenz & Rankl, Baldini, Pavesi, Luigi Colani, RV Dynamics (de)...). La 512 M Koenig du préparateur allemand Koenig Specials est motorisée par exemple, par un moteur bi-turbo de 1 000 chevaux pour 340 km/h de vitesse de pointe. De nombreux modèle sont modifiés en cabriolets, ou construits en répliques.
Modèles spéciaux des carrossiers italiens :
- 1986 : Ferrari Testarossa Spider Valeo, modèle unique de cabriolet de couleur argent, de Pininfarina pour Giovanni Agnelli, PDG héritier du groupe Fiat-Ferrari[6] ;
- 1988 : Ferrari Testarossa F90 Speciale, concept car Pininfarina sur une base de Ferrari F512 M[7] ;
- 1989 : Ferrari Testa D’Oro, concept car du designer Luigi Colani sur une base de Testarossa[8];
- 1989 : Ferrari Mythos, un autre concept car de Pininfarina produit en trois exemplaires, sur une base de Ferrari Testarossa ;
- 1993 : Ferrari FZ93, concept car de Zagato, sur une base de 512 TR ;
- 1996 : Ferrari FX, concept car de Pininfarina, sur une base de Ferrari F512 M.

Concept cars, série spéciale, tuning
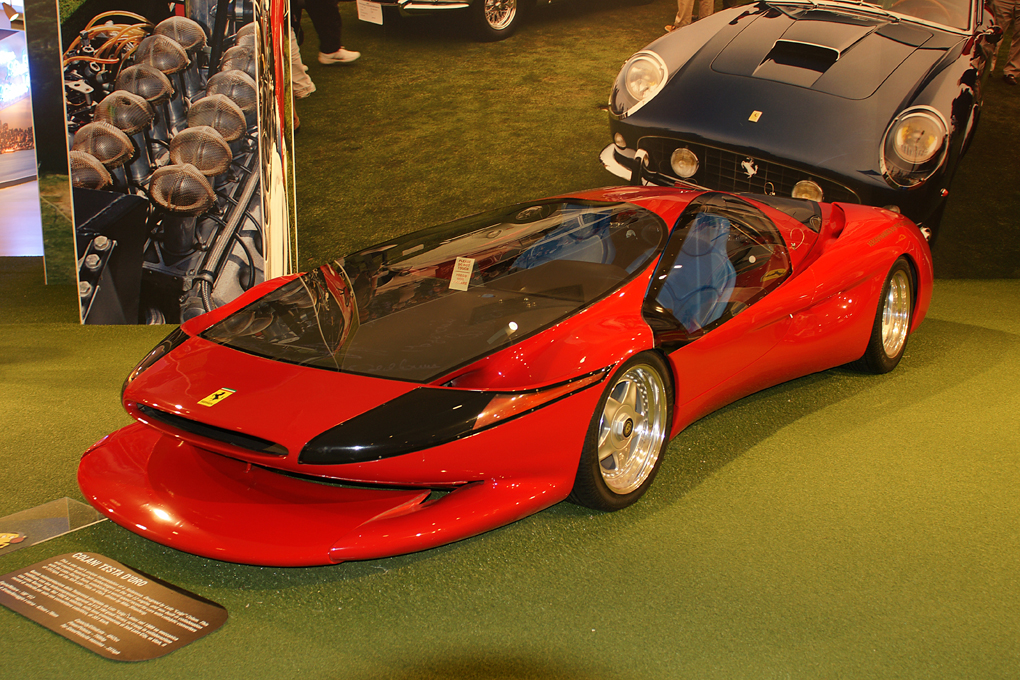
Ferrari Testa D’Oro (1989)
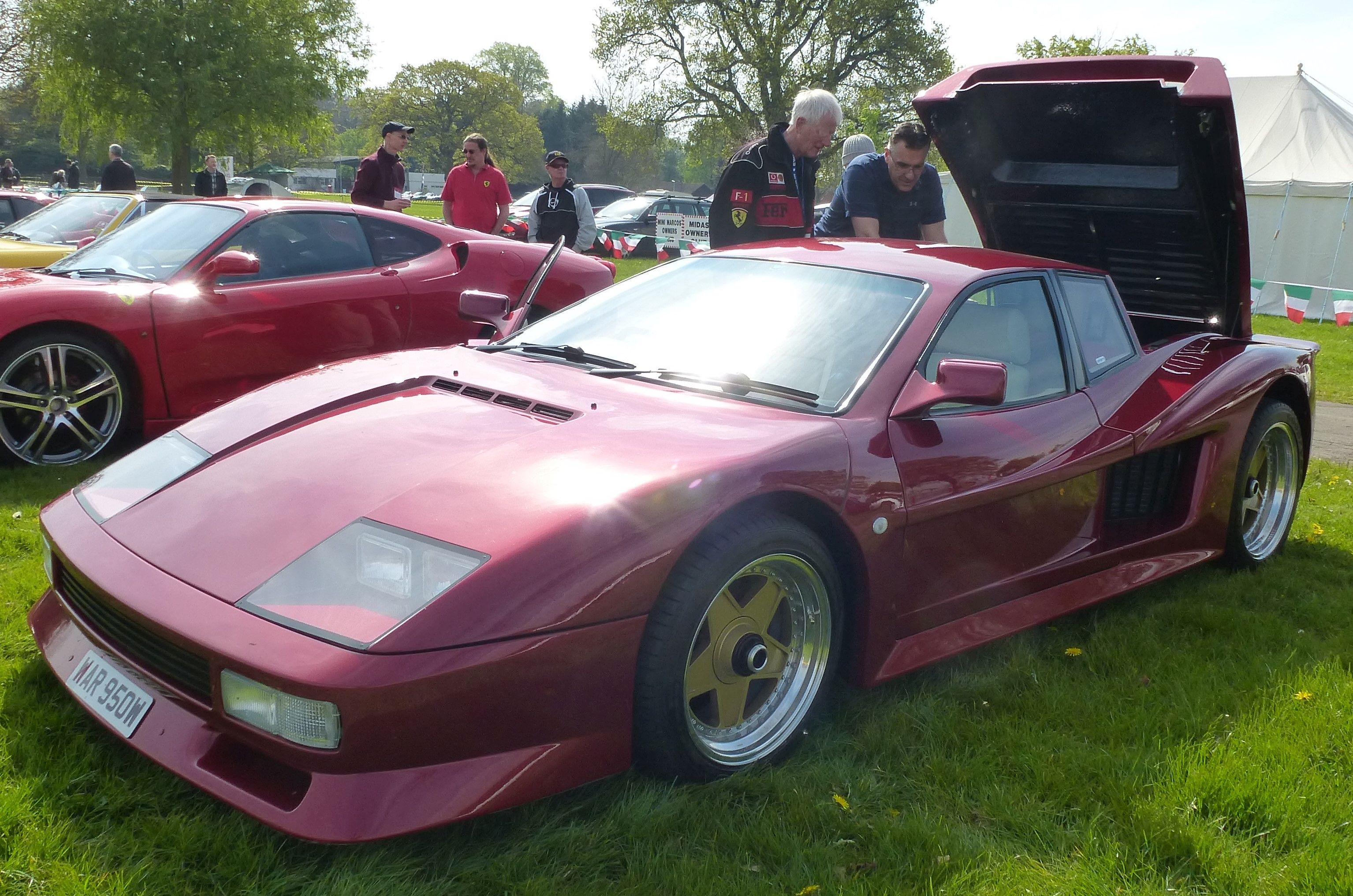
Réplique RV Dynamics (de).
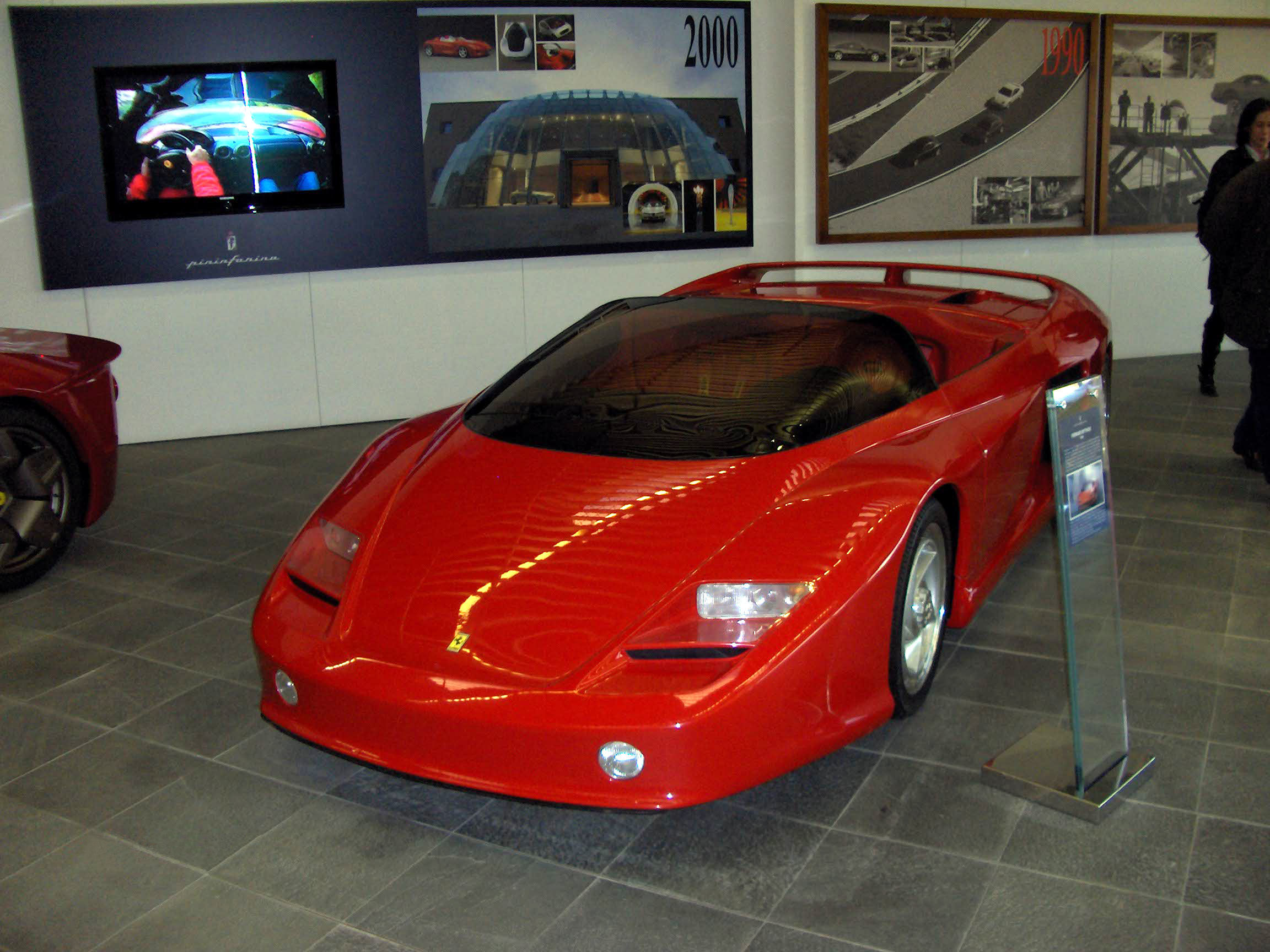
Ferrari Mythos (1989).
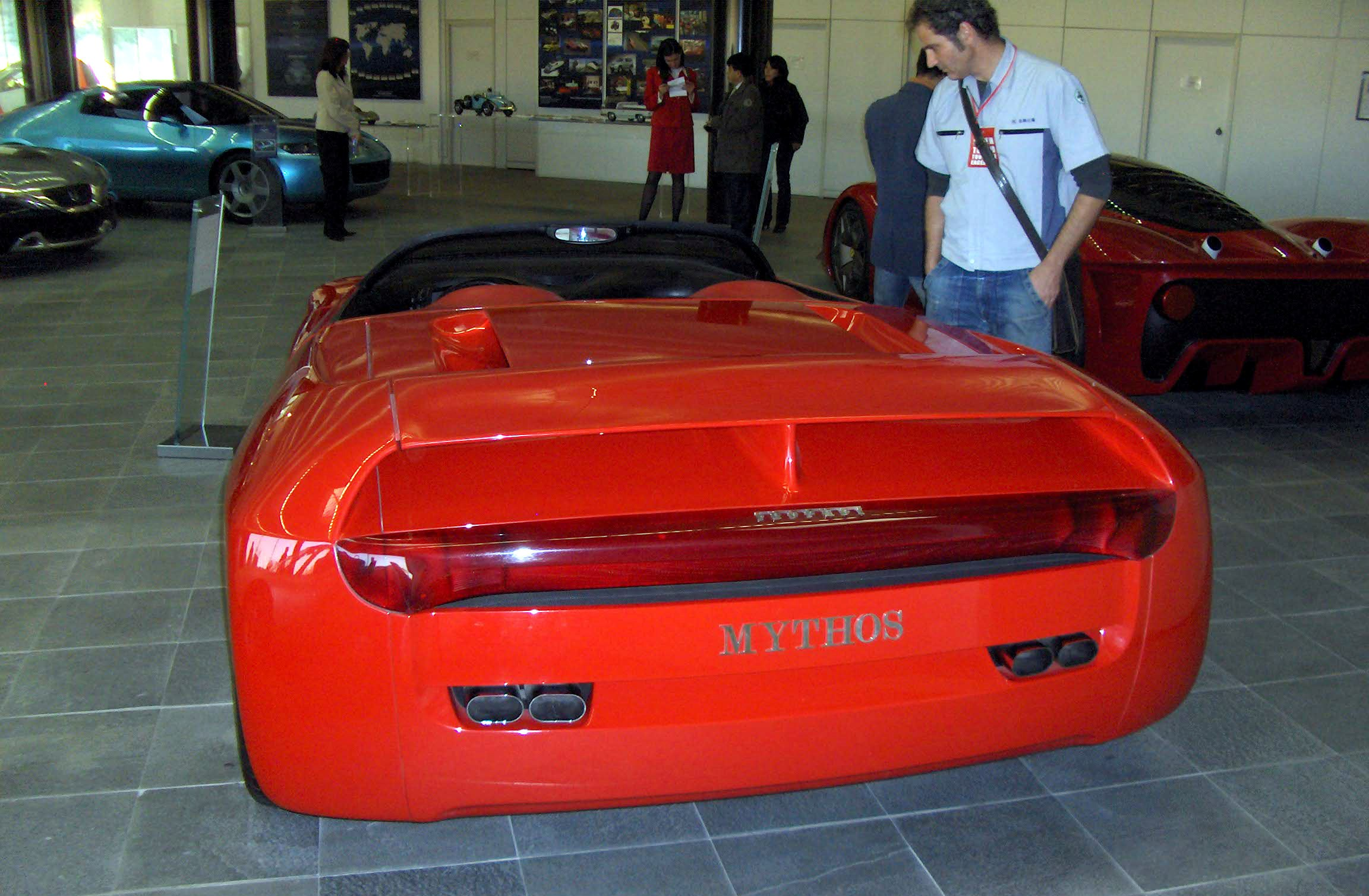
Ferrari Mythos.
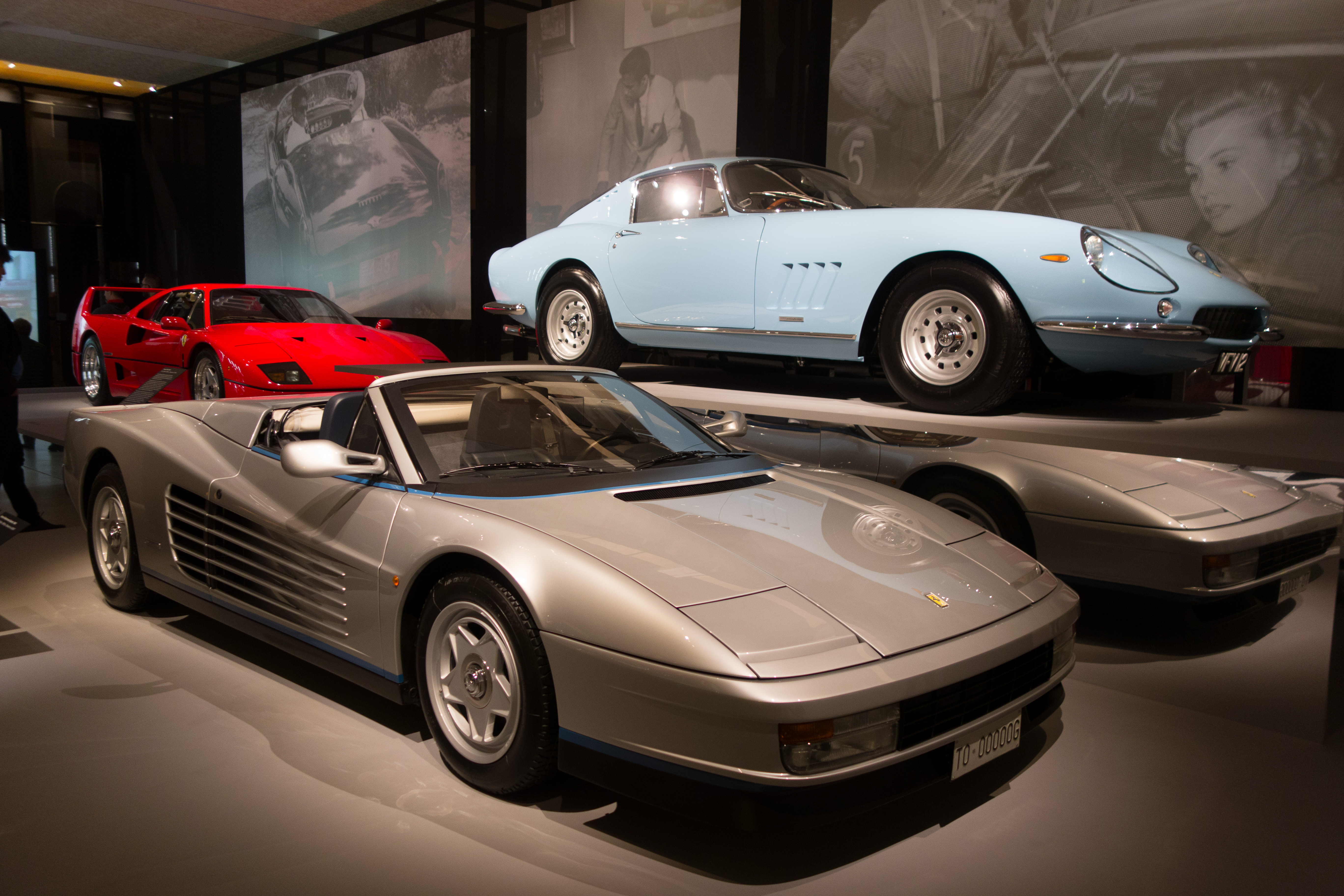
Testarossa Spider Valeo de Giovanni Agnelli (1986)
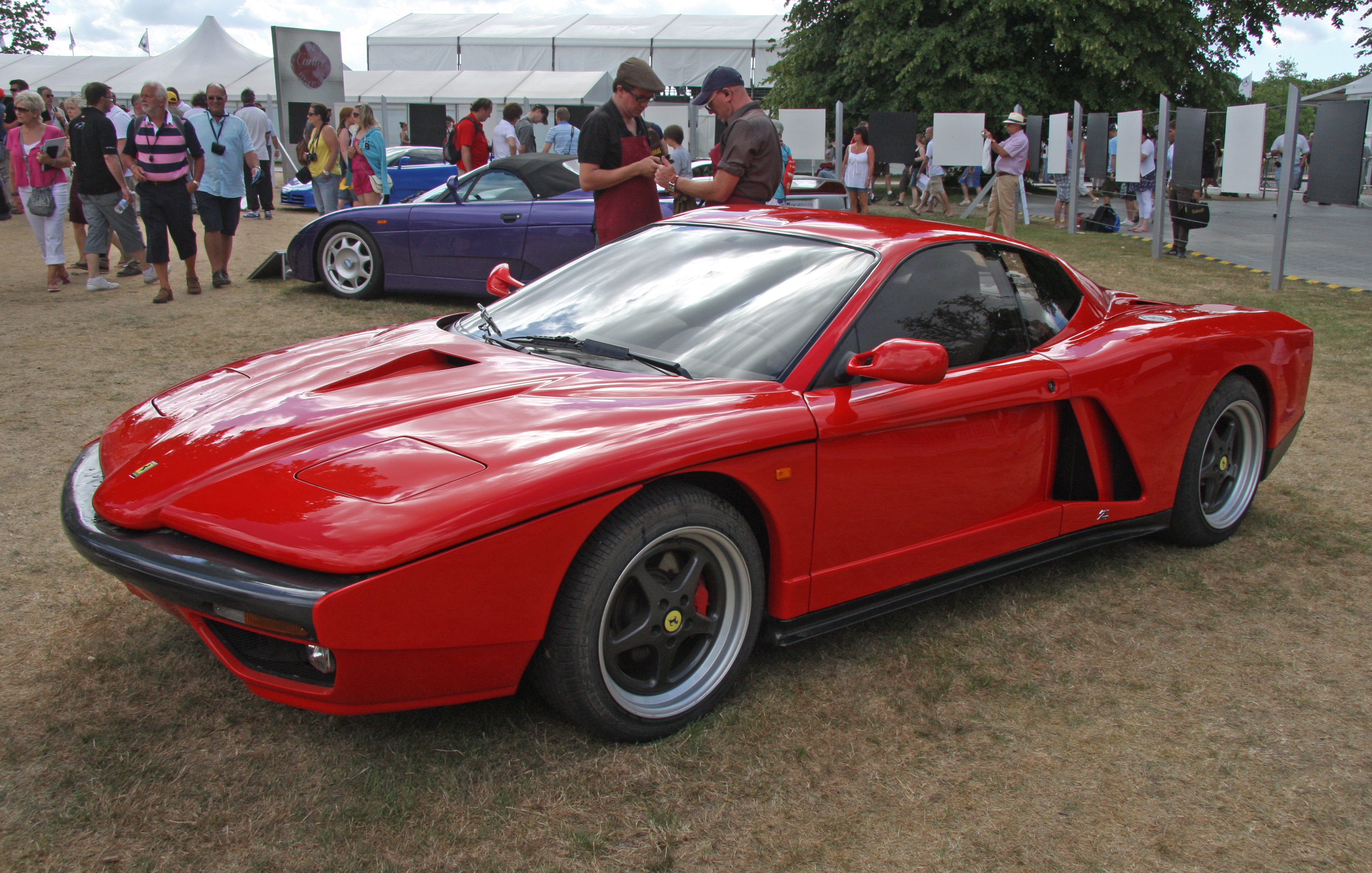
Ferrari FZ93 Zagato (1993).
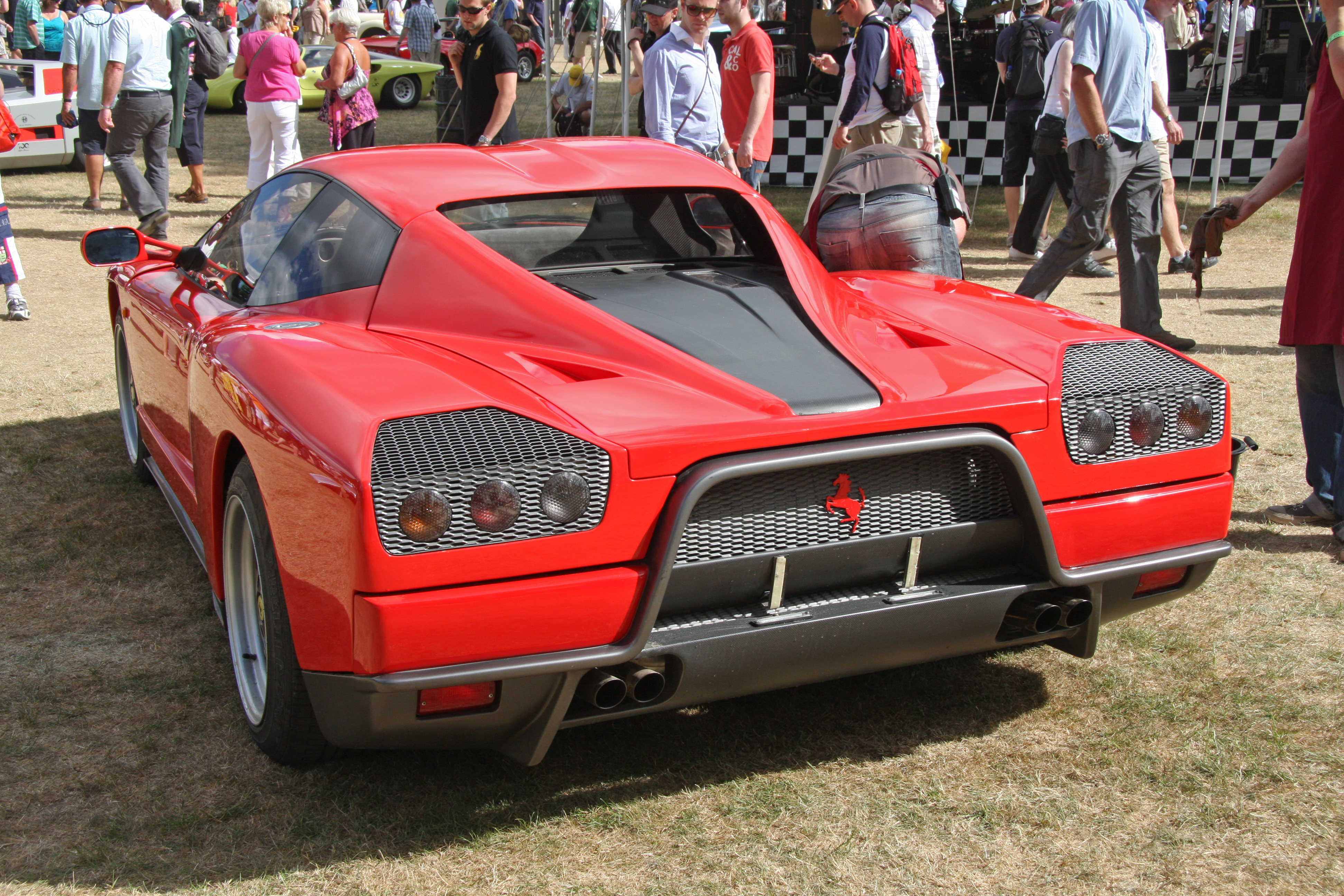
Ferrari FZ93 Zagato.
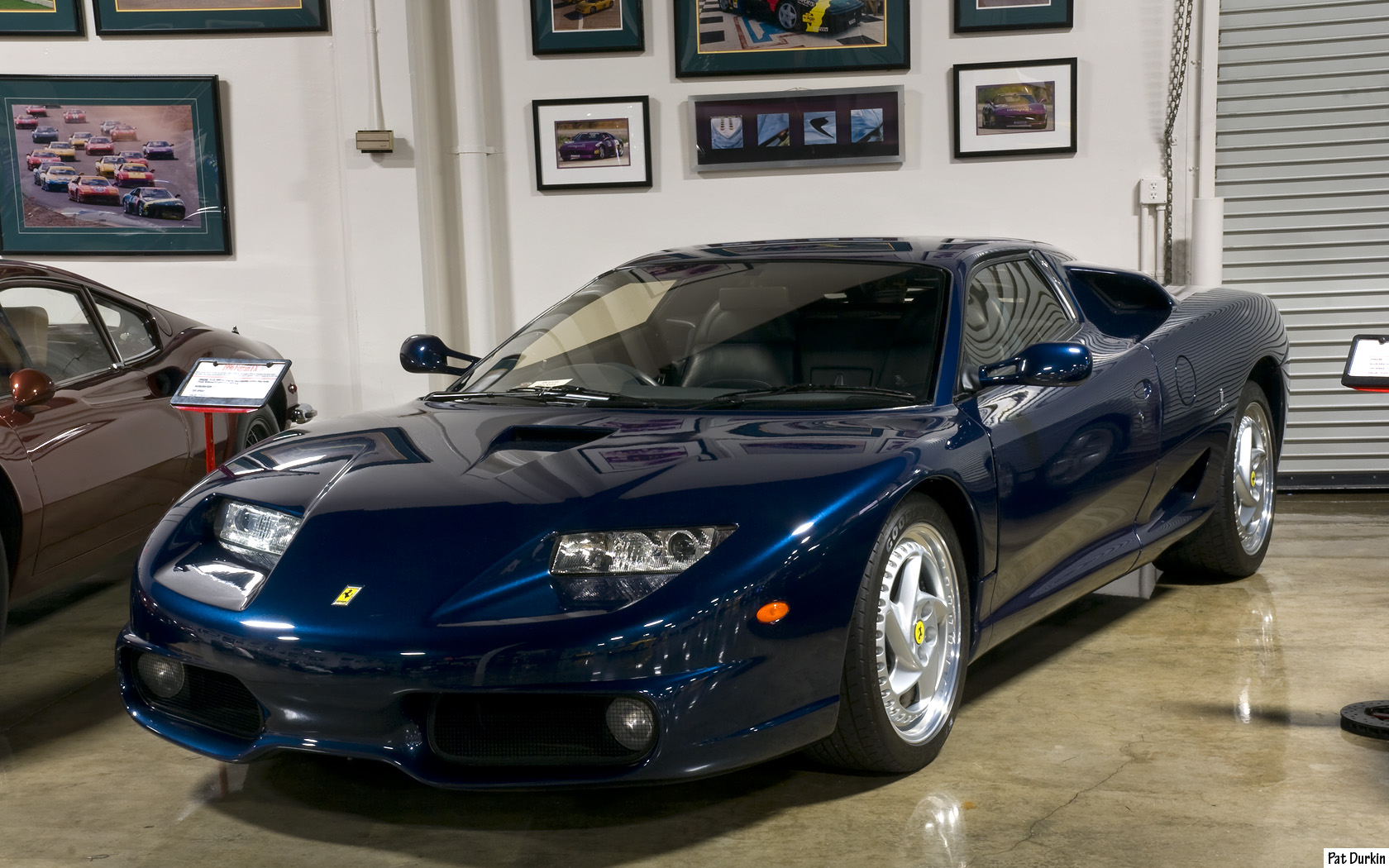
Ferrari FX (1996).
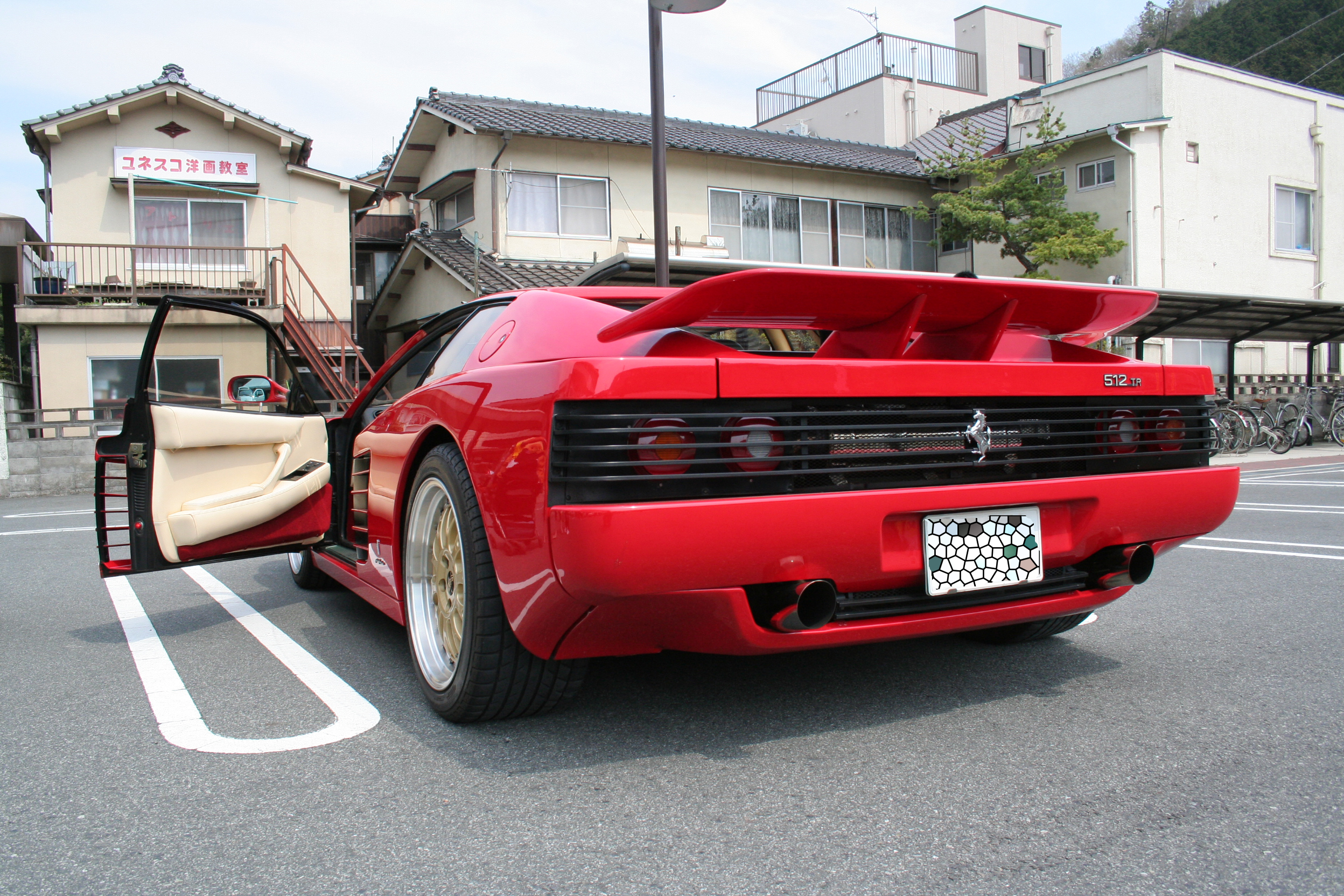
Ferrari Testarossa tuning
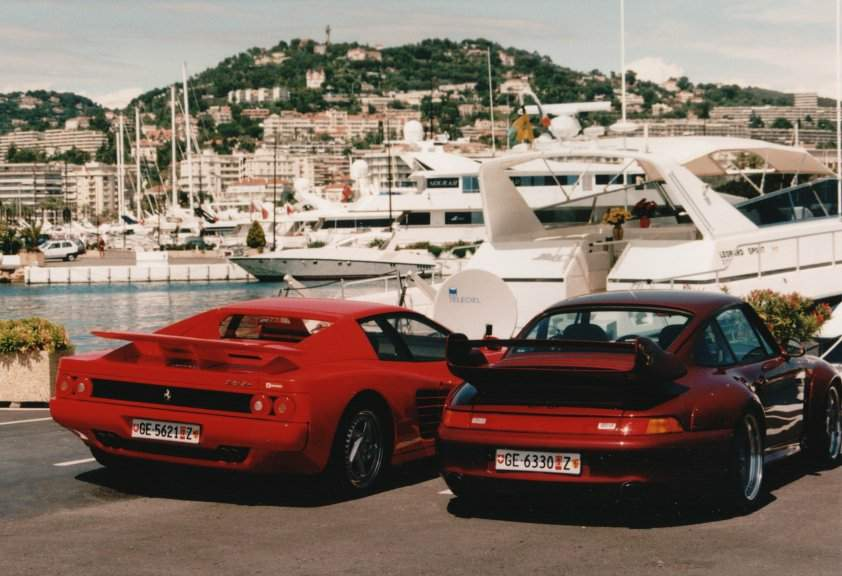
Ferrari F512 M Koenig Specials (1988) (à gauche).

## Dans la culture populaire

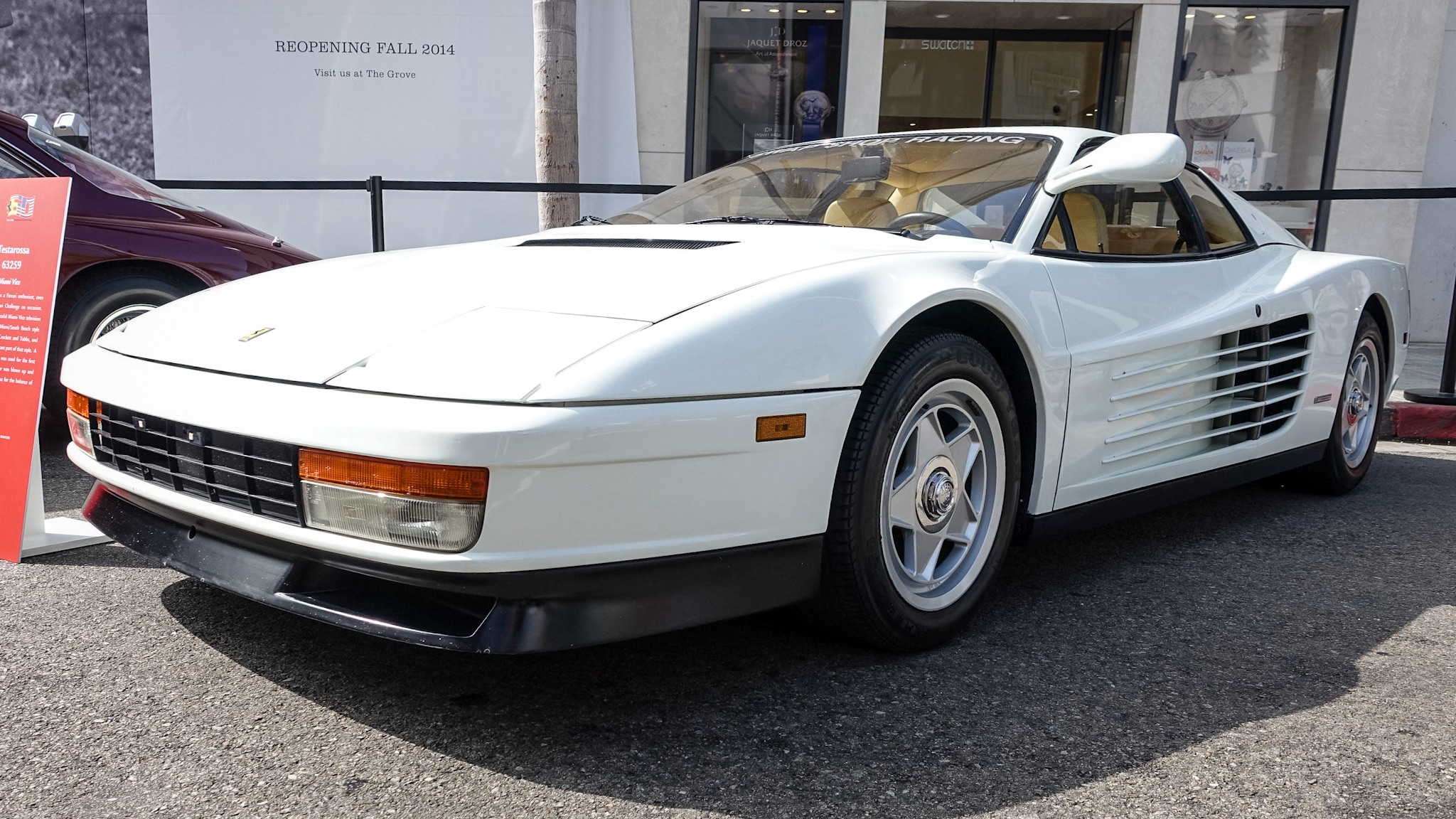
Ferrari Testarossa de la série télévisée Deux flics à Miami des années 1980.

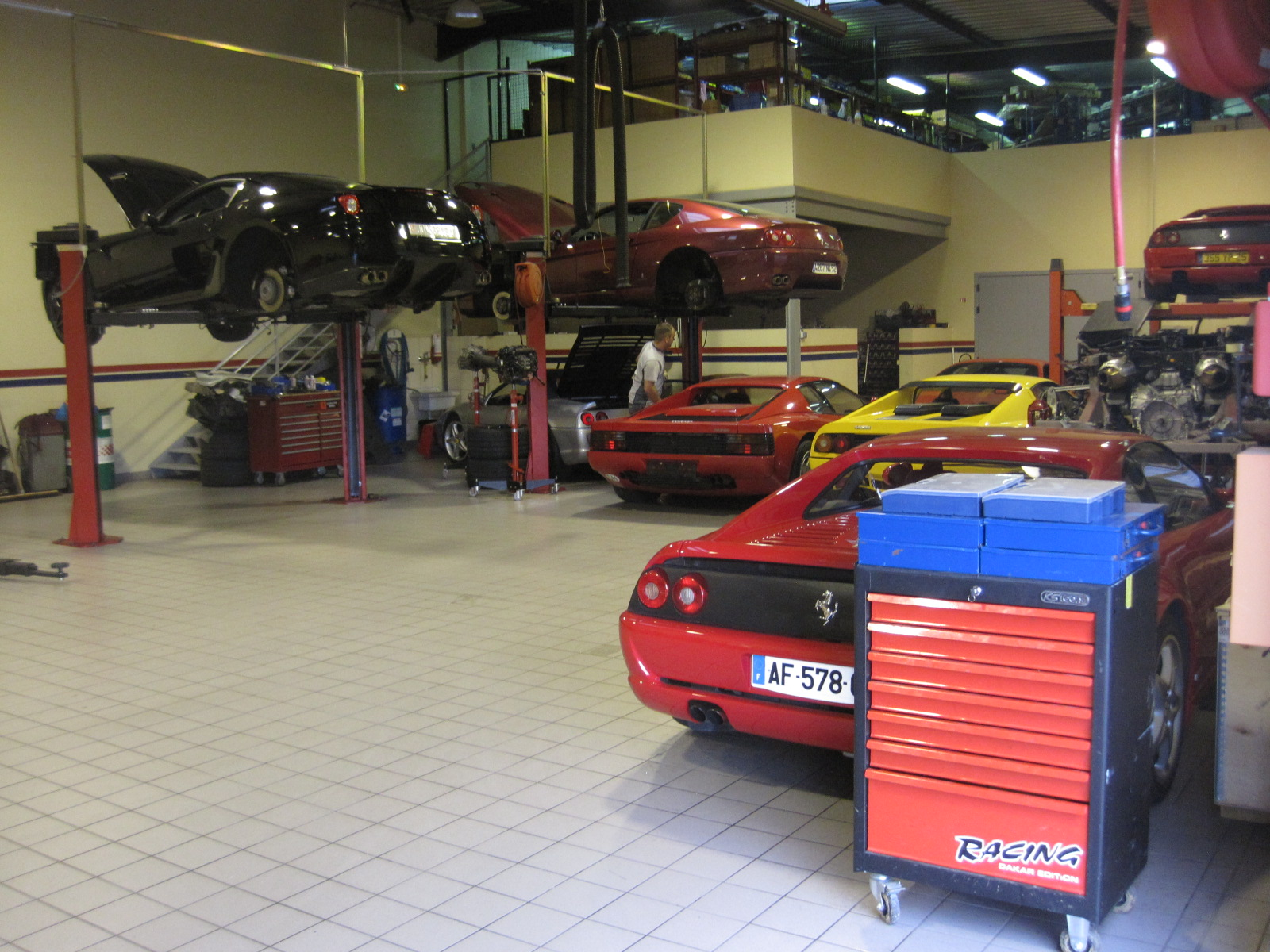
Chez un concessionnaire garagiste Ferrari.

La Testarossa a fait de nombreuses apparitions à la télévision, au cinéma, dans les clips et jeux vidéo, dans les mangas.

### Cinéma
- 1986 : Association de malfaiteurs (Testarossa)
- 1990 : Ghost (Testarossa)
- 1990 : Rocky 5 (Testarossa)
- 1992 : Le Temps d'un week-end (Testarossa)
- 1994 : La Cité de la peur (Testarossa)
- 1995 : Papa, j'ai une maman pour toi (Testarossa)
- 1998 : Une nuit au Roxbury (Testarossa)
- 2000 : 60 secondes chrono (Testarossa)
- 2001 : La Prison de verre (Testarossa)
- 2002 : xXx (Testarossa)
- 2004 : Et l'homme créa la femme (Testarossa)
- 2005 : Ma vie en l'air (512 TR)
- 2005 : L'un reste, l'autre part (Testarossa)
- 2013 : Le Loup de Wall Street (512 TR)
- 2015 : NWA: Straight Outta Compton

### Télévision
- Deux Flics à Miami, série télévisée des années 1980, après avoir utilisé une réplique de Ferrari 365 Daytona dans les deux premières saisons, le détective de la police de Miami Sonny Crockett, joué par l'acteur Don Johnson, conduit une Ferrari Testarossa blanche, puis une Ferrari F430, dans le film Miami Vice : Deux flics à Miami de 2006.
- City Hunter, Nicky Larson (manga animé, apparition dans l'épisode 117).

### Clip
- La Vie de rêve : clip du groupe de rap 3e Œil, qui sert également de BO au film Taxi de 1998 (Testarossa) ;
- Testarossa Autodrive, Dead Cruiser, Protovision[9], de Kavinsky (musique électronique).

### Jeux vidéo
- Saga Out Run de Sega (la borne d'arcade est créée à partir de la forme d'une Testarossa rouge cabriolet, avec l'accord de Ferrari), saga Test Drive, et de nombreux autres jeux vidéo de course automobile.
- Véhicule nommé et représenté lors d’une cinématique  dans le jeu vidéo, les Chevaliers de Baphomet, sortie sur PC, PlayStation, un puis par la suite Android, iOS et switch.
- Saga Grand Theft Auto de Rockstar Games Elle apparaît aussi dans plusieurs zones de jeux de la série Grand Theft Auto, tel que Vice City et San Andreas et Grand Theft Auto V (appelée « Cheetah »). de la marque Grotti inspiré par le constructeur italien.
- Dans Lego City Undercover, sorti en 2013, la Valkyrie est très inspirée de la Testarossa.
- Another World de Éric Chahi. Le personnage principal arrive au volant d'une Testarossa noire[10].

### Manga
- Shaman King : Le Furyoku d'un des personnages, Marco Lasso, est représenté par une Testarossa.